# Língua uapixana
O uapixana (ou wapishana) é uma língua da família linguística aruaque falada pelos uapixanas no Brasil e na Guiana. Atualmente, a língua possuil entre 10 e 11 mil falantes que vivem na extensão do vale do rio Uraricoera, no Brasil e ao vale do rio Rupununi, na República Cooperativa da Guiana.
O Wapishana é uma língua indígena ameaçada de extinção e está cada vez menos sendo utilizada com primeira língua por jovens. Além disso, não é um idioma ensinado em escolas e seu nível de suporte é emergente, ou seja, é uma língua que possui algum pouco conteúdo em formato digital e/ou ferramentas de codificação.

## Etimologia
O termo Wapixana, apesar de ter etimologia desconhecida, é usado para designar, no Brasil e na República Cooperativa da Guiana, os falantes de dois dialetos mutuamente inteligíveis: Wapishana e Atoraí. Outros tantos nomes foram citados na literatura com referência a esse povo:
- Wapityan
- Wapitschana
- Matisana
- Uapixana
- Vapidiana
- Attaraye
- Dauri
- Atorayu
- Vapidiana Verdadeiro
- Aturaiu
- Amaripás
- Maopitian
- Wapichiyana.[6]

Os nomes variam de autor para autor, algumas vezes correspondem a meras variações gráficas, outras vezes atendendo a subdivisões dialetais. Os membros dessa etnia se autodenominam Wapichan [em que ch corresponde à palatal /tʃ/], sendo esse seu endônimo.
Termos tais como: Wapishana, Wapixana, Wapixana, Uapixana, entre outros acima, são formas como não-índios os tratam, sendo esses os exônimos da língua. Enquanto Atoraí (Aturaiu ou Atoradi), Amaripás (ou Amariba), Maopitian (Mapidiana ou Mapidiana), entre outros, correspondem às etnias que habitavam no passado o atual território dos Wapixana, cujas línguas convergiram (ou estão convergindo) ao longo dos anos para o atual Wapixana.

## Família Linguística
Do ponto de vista da classificação genética, a língua Wapixana é considerada como pertencente à família Aruák, também chamada de Arawák ou Arawakan. Outro termo usado para designar a família Aruák é Maipuran. Esta denominação foi empregada primeiramente por Filippo Salvatore Gilij, em 1782, que reconheceu o parentesco genético entre a língua Maipure do vale do Orinoco e a língua Mojo, falada na Bolívia, e, então, passou a denominar o grupo de Maipure ou Maipuran. Em verdade, o termo Maipuran (ou Maipure) foi o primeiro empregado para designar essa família linguística que, foi depois renomeada Arawak por Von den Steinen (1886) e Brinton (1891). Posteriormente, a tendência dos trabalhos comparativos foi usar o termo Maipuran para fazer referência ao grupo de línguas mais estreitamente aparentadas (a família propriamente dita) e empregar o termo Arawakan de forma mais abrangente, denotando um tronco linguístico que envolveria essas línguas Maipuran e outras línguas a elas também aparentadas, mas não tão proximamente, como Arauán, Guahíboan, Harakmbet e Puquina.

Na classificação de Payne (1991), a língua Wapixana encontra-se inserida no grupo Northern da família Maipuran. Esse autor analisou 203 conjuntos de cognatos envolvendo vinte e quatro línguas, que representam as principais ramificações dessa família linguística, oferecendo uma reconstrução fonológica do ProtoMaipuran para cada um desses conjuntos. Trata-se do primeiro trabalho sobre o tema com base verdadeiramente linguística, nos moldes do método comparativo, suportada por dados fonológicos, lexical e gramatical. Abaixo, há a classificação de Payne, destacado em negrito o Wapixana de forma a explicitar sua posição.

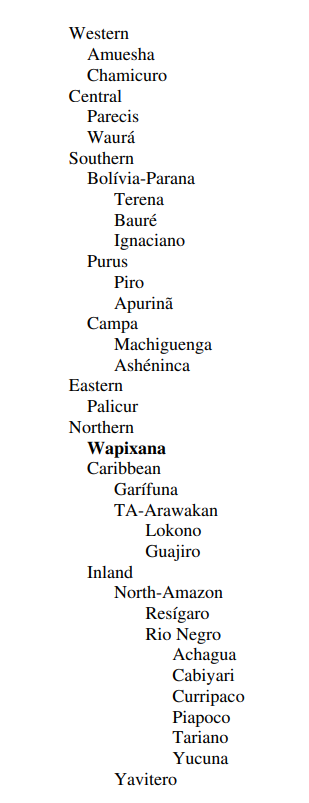
Filiação genética da língua Wapixana (Payne)

Payne divide as línguas Maipuran em cinco principais grupos: Western, Central, Southern, Eastern e Northern, cabendo ao Wapixana integrar este último em companhia de dois subgrupos: Caribbean e Inland. O primeiro desses envolve a língua Garífuna e o subgrupo TA-Arawakan , que é composto das línguas Lokono e Guajiro. O segundo é composto do subgrupo North-Amazon, que reúne a língua Resígaro e o subgrupo Rio Negro (formado das línguas Achagua, Cabiyari, Curripaco, Piapoco, Tariano, Yucuna) e da língua Yavitero. Apesar do avanço obtido com trabalho de Payne, como o próprio autor reconhece, especialmente no que tange a subdivisão das línguas no interior da família Maipuran, há a necessidade de trabalhos adicionais.
Aikhenvald afirma que o principal obstáculo para o trabalho comparatista e para a subdivisão interna das línguas no interior da família Arauák advém da carência de dados adequados de muitas línguas. Ela considera que a grande extensão geográfica e a diversidade linguística dentro da família trazem problemas para a distinção entre fenômeno areal e fenômeno genético, fato crucial para a reconstrução morfológica. Conforme a autora, casos como o da distinção entre North Aruák e não-North Aruák, por exemplo, reclamam por investigações adicionais para decidir se essa divisão é genética, ou decorrente de diferentes padrões de difusão areal e, também, qual é o exato subagrupamento. Ela propõe uma subclassificação das línguas Aruák baseada no princípio areal-geográfico, representada ao lado direito, com o nome Wapixana em negrito para destacar sua posição.

Aikhenvald propõe apenas dois principais grandes grupos (em caixa alta), South and South-Western Arawak e North-Arawak. Embora em acordo com Payne quanto ao fato de que a língua Wapixana situa-se no North (NorthArawak), a autora insere essa língua, em companhia da língua Mawayana, no subgrupo Rio Branco que, por sua vez, em conjunto com outros três subgrupos (Palikur, Caribbean e North-Amazonian) integra o grupo maior North-Arawak.

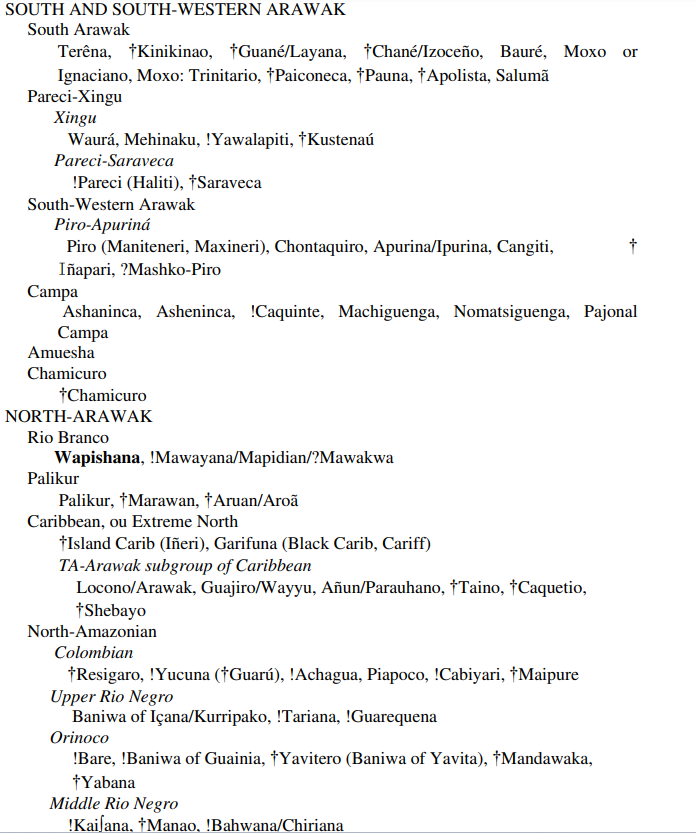
Classificação genética da língua Wapixana (Aikhenvald) Notas: ! caracteriza línguas em perigo de extinção e † marca línguas extintas. Nomes entre parênteses são prováveis dialetos.

## Distribuição
Até a década de setenta do século XX, registrou entre 6.500 e 7.000 Wapixana residentes na região de savanas, campos ou lavrado do Território de Roraima, atual Estado de Roraima (Brasil), indo além das fronteiras com o Distrito de Rupununi, na Guiana Inglesa, atual República Cooperativa da Guiana, entre as latitudes 1° e 4° Norte e longitudes 59° e 62° Oeste observa ainda a existência de habitantes Wapixana isolados nas proximidades do rio Tawini e a nascente do rio Mapuera, Estado do Pará.

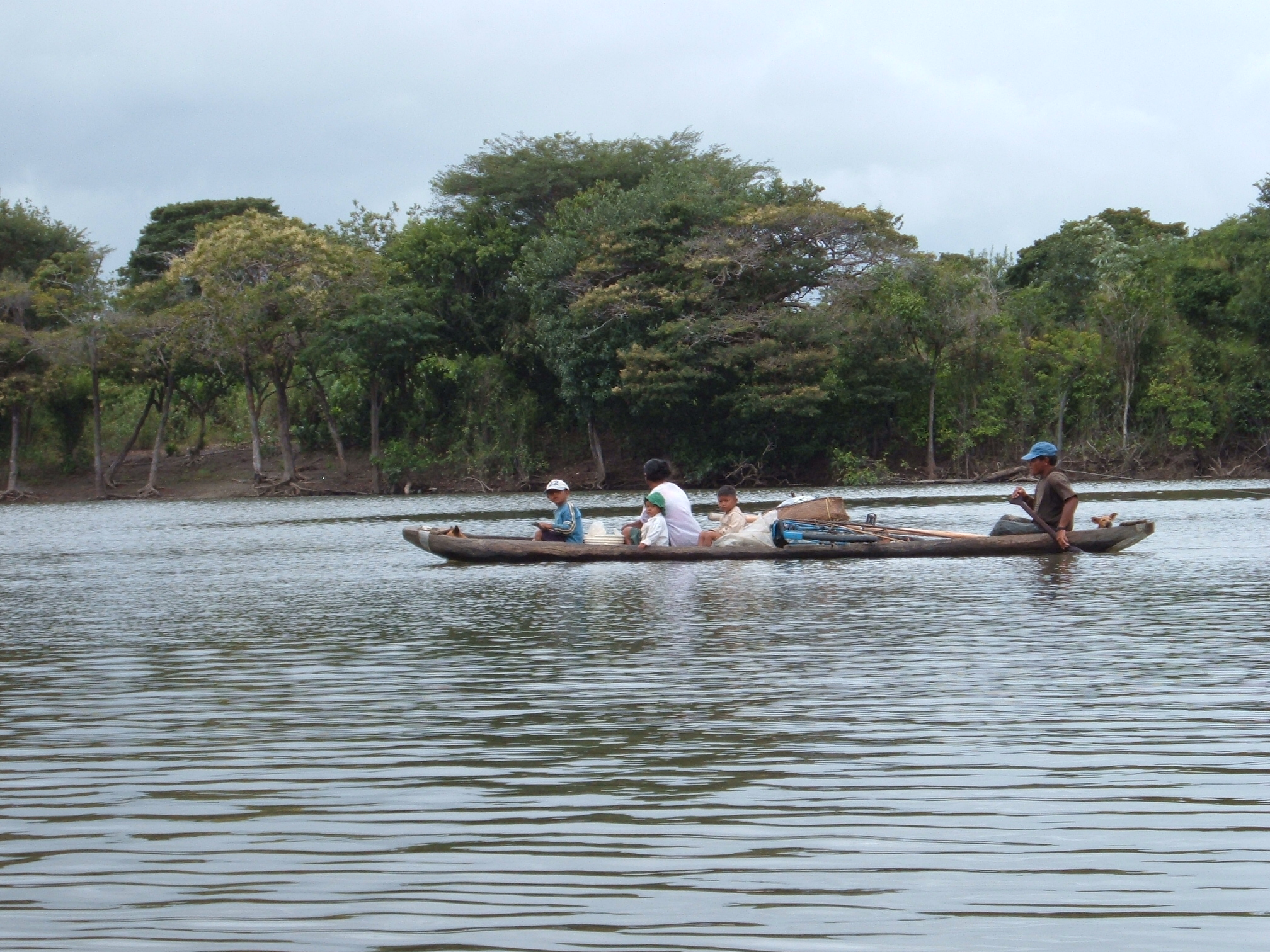
Rio Rupununi

Dados do Centro de Informação da Diocese de Roraima (CIDR) apontam para um número de 12.500 Wapixana, aproximadamente, que vivem distribuídos em trinta e cinco malocas espalhadas nas proximidades da fronteira entre os dois países. Segundo essa fonte, as malocas do povo Wapixana ocupam três áreas distintas, a saber: Surumu-Cotingo, Taiano-Amajari e Serra da Lua-Rupununi. Ainda conforme este relato, as malocas que ficam na área de Sorumu-Cotingo estão situadas no meio dos Makuxí, povo indígena Karíb, portanto, são de natureza mista. As que se situam na área do Taiano-Amajari encontram-se espalhadas à beira dos rios Uraricoera, Amajari e Parimé, e seus moradores sofrem uma dupla influência; os do Taiano são mais influenciados pela cultura não-indígena, enquanto aqueles que moram no Amajari são influenciadas pelo povo Makuxí. Por fim, as malocas que estão localizadas na área da Serra da Lua-Rupununi encontram-se entre os rios Branco, Quintauaú e Rupununi. Conforme essa fonte, é nesta última área que se encontra um maior grau de conservação dos hábitos originais do povo Wapixana, embora, do lado brasileiro, esse povo já tenha sofrido boa influência da cultura não-indígena, enquanto nas malocas do Distrito de Rupununi (Guiana) se mantenham mais conservados os traços tradicionais de sua cultura. No caso específico do Brasil, segundo publicação do CIDR, os Wapixana montam a 3.500 índios, aproximadamente, e encontram-se assim distribuídos:
| área                  | maloca          | n° de falantes |
| --------------------- | --------------- | -------------- |
| Surumu-Congo          | Araçá-Cotingo   | 110            |
|                       | Olho D'água     | 90             |
|                       | Perdiz-Surumu   | 65             |
| Serra da Lua-Rupununi | Apun            | 62             |
|                       | Canoani         | 230            |
|                       | Jacamin         | 205            |
|                       | Jaboti          | 76             |
|                       | Malacacheta     | 280            |
|                       | Moscou          | 130            |
|                       | Taba Lascada    | 170            |
|                       | Murupá          | 137            |
|                       | Pium-Tacutu     | 151            |
| Taiano-Amajarí        | Pium-Uraricoera | 158            |
|                       | Anta            | 102            |
|                       | Anzol           | 85             |
|                       | Araçá-Amajarí   | 110            |
|                       | Flecha          | 80             |
|                       | Guariba-Amajari | 70             |
|                       | Mangueira       | 83             |
|                       | Ponta da Serra  | 73             |
|                       | Barata          | 283            |
|                       | Livramento      | 81             |
|                       | Serra da Moça   | 380            |
|                       | Serra do Truaru | 80             |
|                       | Truaru          | 122            |
|                       | Três Corações   | 131            |

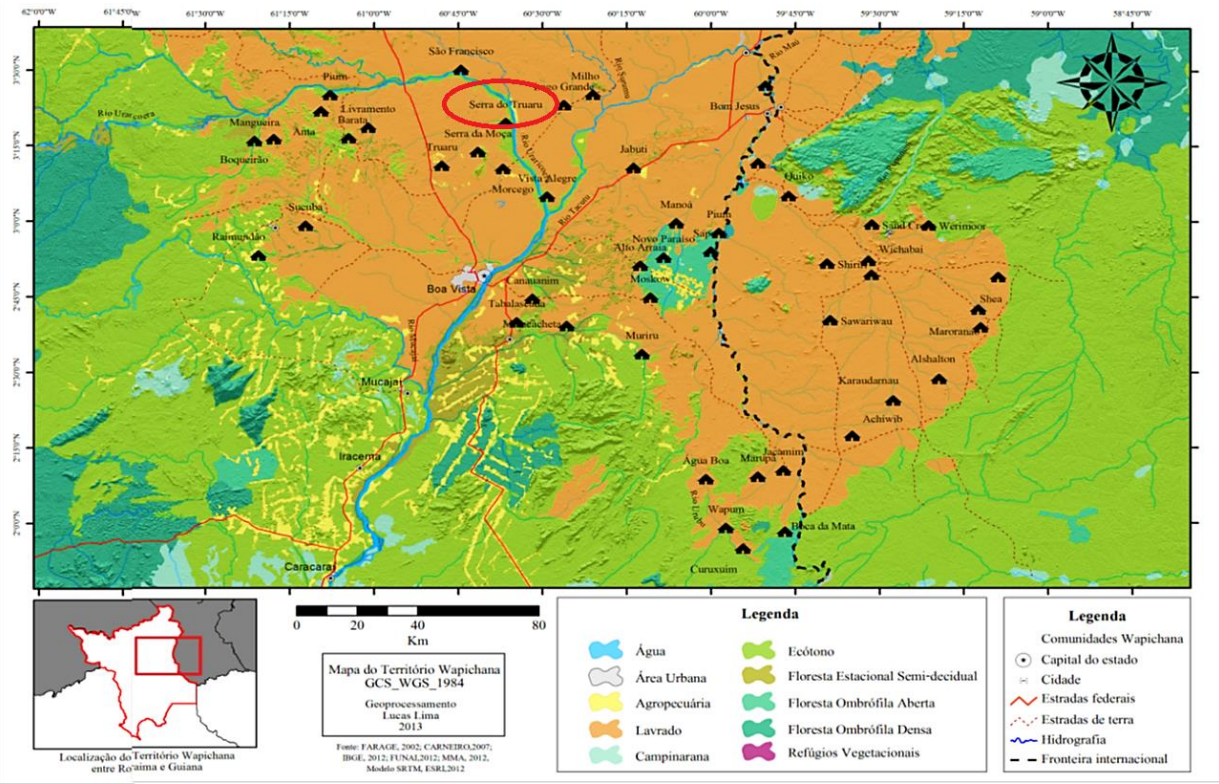
Distribuição dos Wapichana em Roraima

Dados mais recentes acerca da população Wapixana e sua localização geográfica afirmam que o número total seja estimado entre 10.000 e 11.000 pessoas que vivem na extensão que vai do vale do rio Uraricoera, no Brasil, ao vale do rio Rupununi, na Guiana. Neste último país, a população Wapixana é estimada em 6.000 habitantes e suas aldeias situam-se entre os rios Tacutu, Rupununi e Kwitaro, limitando-se ao norte, nas montanhas do Kanuku, com o território Makuxi e ao sul, com o território Wai-Wai. Em território especificamente brasileiro, as terras Wapixana estendem-se do rio Uraricoera ao rio Tacutu, e sua população gira em torno de 3.000 a 4.000 indivíduos em aldeias e 1.000 em cidades e fazendas. A maior parte das aldeias dos Wapixana em terras brasileiras situa-se na região Serra da Lua, entre o rio Branco e o rio Tacutu. As aldeias situadas no baixo rio Uraricoera são, em maioria, de população mista envolvendo Wapixana e Macuxi.

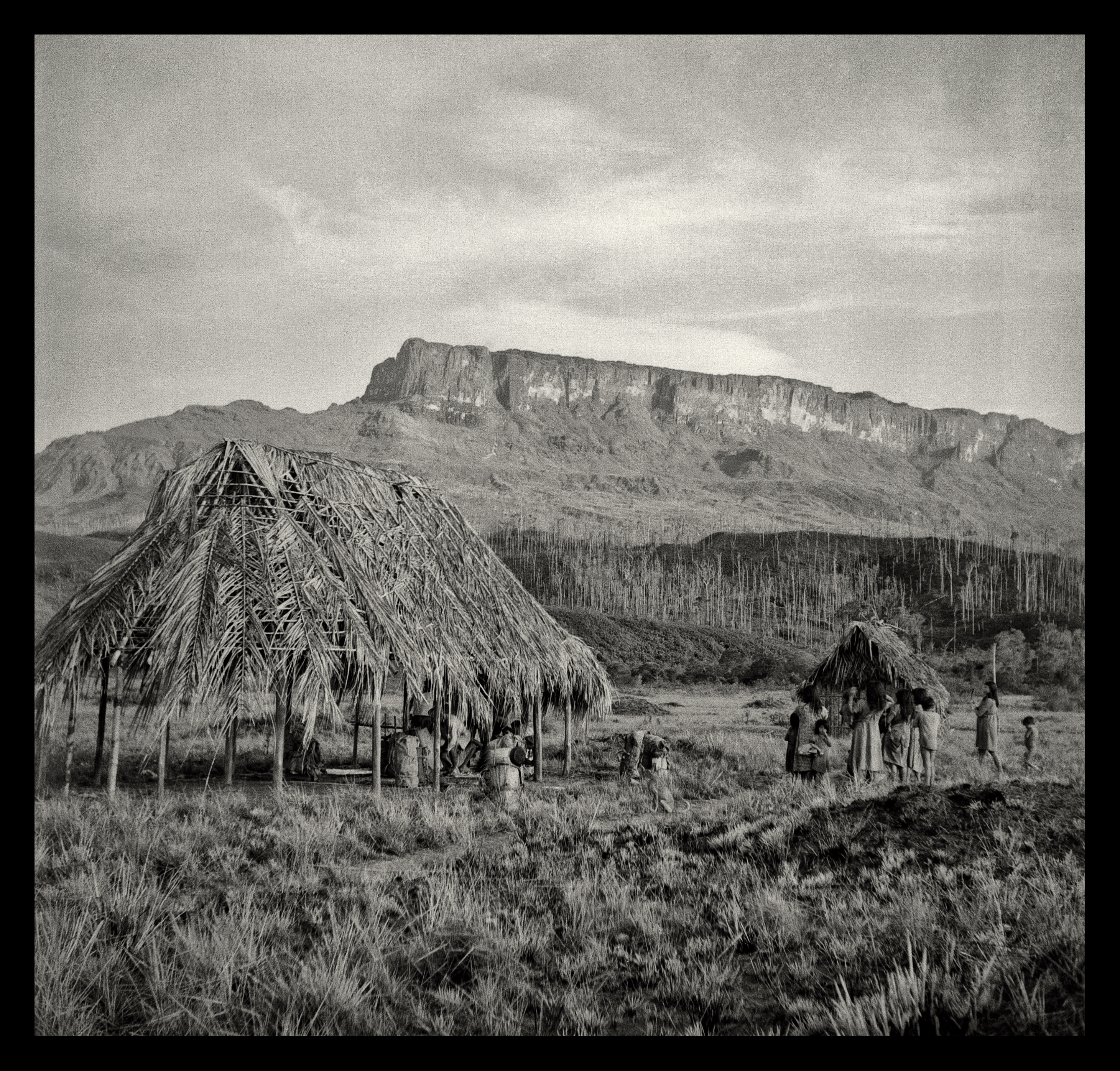
Imagem de Maloca Wapichana

### Dialetos e situação sociolinguística
O Wapixana que hoje se fala é o resultado da convergência de outros dialetos (ou línguas). No atual território Wapixana, distinguiam-se até os anos trinta e quarenta do século XX, os seguintes povos distintos, mas próximos linguística e culturalmente: os Vapidiana Verdadeiro, provavelmente correspondentes aos Wapishana propriamente ditos, que se localizavam entre os rios Parimé e Surumu; os Karapivi, nos rios Surumu, Cotingo e Xumina; os Paravilhana, no rio Amajari; os Tipikeari, entre os rios Uraricoera, Mucajaí e Caunamé; os Atoradi (Aturaiú ou Atorai), na serra da Lua; e, finalmente, os Amariba, Mapidian (Mapidiana, Maopityan) e Taruma situavam-se principalmente no vale do rio Rupununi.
Há duas hipóteses para o predomínio do Wapixana sobre os demais subgrupos dialetais. A primeira sugere uma expansão do Wapixana para o leste e uma consequente incorporação por este dos demais grupos, então, fragilizados em função de epidemias provenientes do contato com brancos. A segunda hipótese supõe que, à medida que os outros subgrupos dialetais iam caindo em desuso, o Wapixana ia se fortalecendo, de modo a abranger todos eles. Na atualidade, porém, como constatado por Farage, parece haver apenas uma variação dialetal nítida envolvendo, de um lado, os habitantes do vale do rio Uraricoera e, de outro, aqueles do rio Tacutu/Rupununi. Provavelmente, tal distinção corresponde àquela percebida por Migliazza entre os dialetos Wapishana e Atorai, embora uma análise mais acurada, ainda não realizada, possa no futuro, talvez, revelar traços que remetam aos outros antigos dialetos.
Mais de 80% dos Wapixana podem falar a língua nacional com a qual estão em contato, ou português no Brasil ou o inglês na Guiana, e 30% deles podem também falar Makuxí ou Taurepang, ambas línguas pertencentes à família Karíb. Considerando a facilidade de se ultrapassar a divisa entre os dois países, é comum se encontrar, no lado brasileiro, Wapixana que fala, além de sua língua materna, as línguas das duas nacionalidades acima referidas, assim como, uns poucos mais velhos, que moram em malocas distantes e de difícil acesso, que falam apenas sua própria língua materna. Nos locais mais próximos aos centros urbanos brasileiros, hoje predomina o monolinguismo em português, especialmente entre os mais jovens. Na década de 80, número de falantes Wapixana que falavam sua língua girava em torno de 60% da população. Na atualidade, conforme o Núcleo Insikiran de Formação Indígena, esse percentual encontra-se reduzido para apenas 40%.
O contato intenso com outras línguas, especialmente o Makuxí e a língua portuguesa, em território brasileiro, não parece ter resultado em influência relevante na língua Wapixana. No estágio atual e incipiente dos estudos, os indícios desse tipo de influência restringem-se a alguns poucos itens lexicais e a alguma influência de ordem fonética. A exemplo disso, existem dois termos de parentesco que guardam certa semelhança com aqueles empregados em Wapixana. Trata-se do termo referente a ‘mãe do pai; mãe da mãe’, respectivamente kokô (Makuxí) e cucúi (Wapixana) e do termo usado para designar ‘irmã do pai; esposa do irmão do pai; mãe da esposa (Ego masculino)’ anan, que, segundo ele, é idêntico tanto em Makuxí quanto em Wapixana. Em relação ao primeiro termo, o grafema <c> do Wapixana e o grafema <k> do Makuxí correspondem ambos ao som [k], logo parece mesmo haver alguma relação entre os dois termos de cada língua. Com relação ao segundo termo, ainda mais evidente parece a relação, pois as formas são idênticas. Todavia, não parece possível no momento afirmar qual das línguas influenciou e qual delas foi influenciada.
|                                                                    | Makuxí | Wapixana |
| ------------------------------------------------------------------ | ------ | -------- |
| mãe do pai; mãe da mãe                                             | kokô   | cucúi    |
| irmã do pai; esposa do irmão do pai; mãe da esposa (Ego masculino) | anan   | anan     |

Além disso, palavras como paapai e maamai usadas pelos Wapixana para designar ‘irmão do pai’ e ‘irmã da mãe’, respectivamente, sejam empréstimos do português. Também, a palavra kamich ‘camisa; roupa’ usada pelos Wapixana deve ser um empréstimo da palavra camisa do português. Com relação à influência fonética do português sobre o Wapixana, o indício mais evidente parece se dar na perda da aspiração das oclusivas, como na palavra Wapixana [tʰapʰiʔis] ‘gado’ que é realizada pelos Wapixana que residem no Brasil como [tapiʔiʂ] ‘gado’. Assim, as influências parecem restringir-se ao léxico e à fonética e são de fato irrelevantes diante do longo contato entre as línguas. 

## História
Um fator importante e singular da cultura dos Wapixana é a preocupação com a preservação de sua língua. Eles possuem práticas educacionais inovadoras que são o fruto da consciência de um povo que, a cada dia, se sente mais afastado do seu referencial de cultura, por imposição de uma cultura envolvente. Esse fenômeno impositório ocorre já a partir da aquisição da escrita, numa escola cuja prática educacional dá exclusividade à língua nacional, assiste ao esvaziamento do saber oral e à consequente redução do uso de sua língua, acompanhados pela própria perda de identidade por parte das gerações mais jovens que entram na instituição escola. A preocupação com essa distância entre seu referencial cultural e o conhecimento que lhe é oferecido levou um grupo de indígenas a criar, em 1993, o chamado Projeto: “A Língua Wapixana: Formação de Professores Indígenas e Produção de Material Didático”. O Projeto tinha como metas básicas o resgate dos valores da língua indígena e a elaboração de subsídios para o trabalho dos "mestres da língua", que são falantes nativos, cuja tarefa é ministrar o ensino do Wapichana nas escolas das malocas.

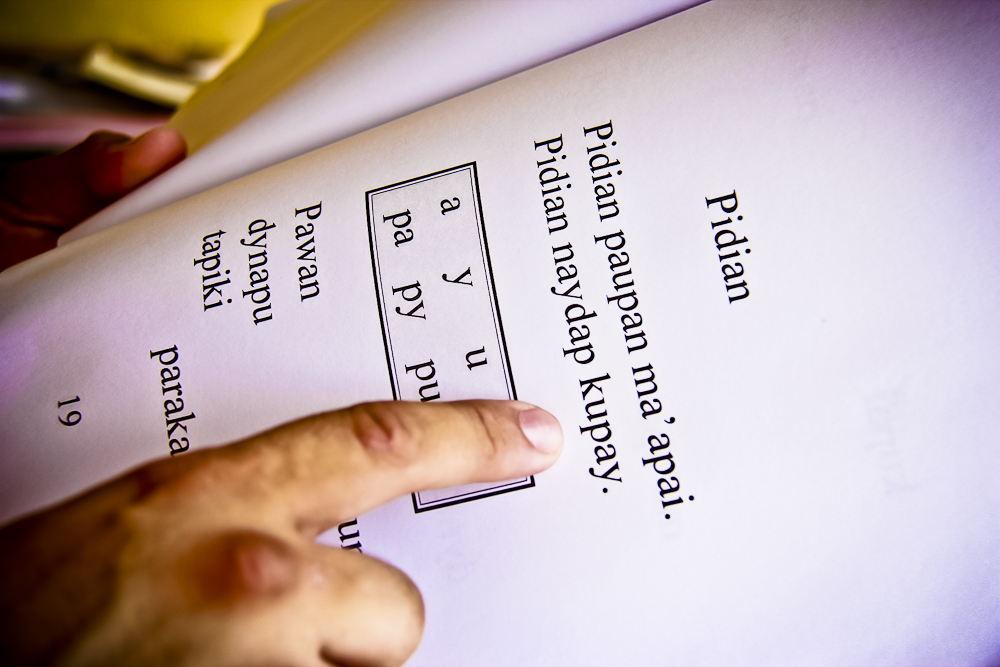
Livro de ensino em Wapichana

Especialmente para os Wapixana que vivem no lado brasileiro nos arredores dos centros urbanos, esse zelo pelo língua materna é bastante significante, pois, há duas realidades no que concerne ao uso da língua nativa pelos Wapixana. Aqueles que habitam as proximidades dos centros urbanos convivem com uma situação de bilinguismo envolvendo o português e o Wapixana, com uma crescente predominância da língua da sociedade envolvente, especialmente, nas gerações mais jovens. Diferentemente, para aqueles que vivem em malocas mais distantes das cidades e mantém contatos constantes com os parentes da Guiana, a língua materna se mantém numa situação quase plena de monolinguismo.
A presidente da FUNAI nomeada em 2023, Joenia Wapichana, quando era deputada federal em 2019-2023, abria os seus discursos na Câmara com uma saudação Wapichana "Kaimen!", sua língua materna.

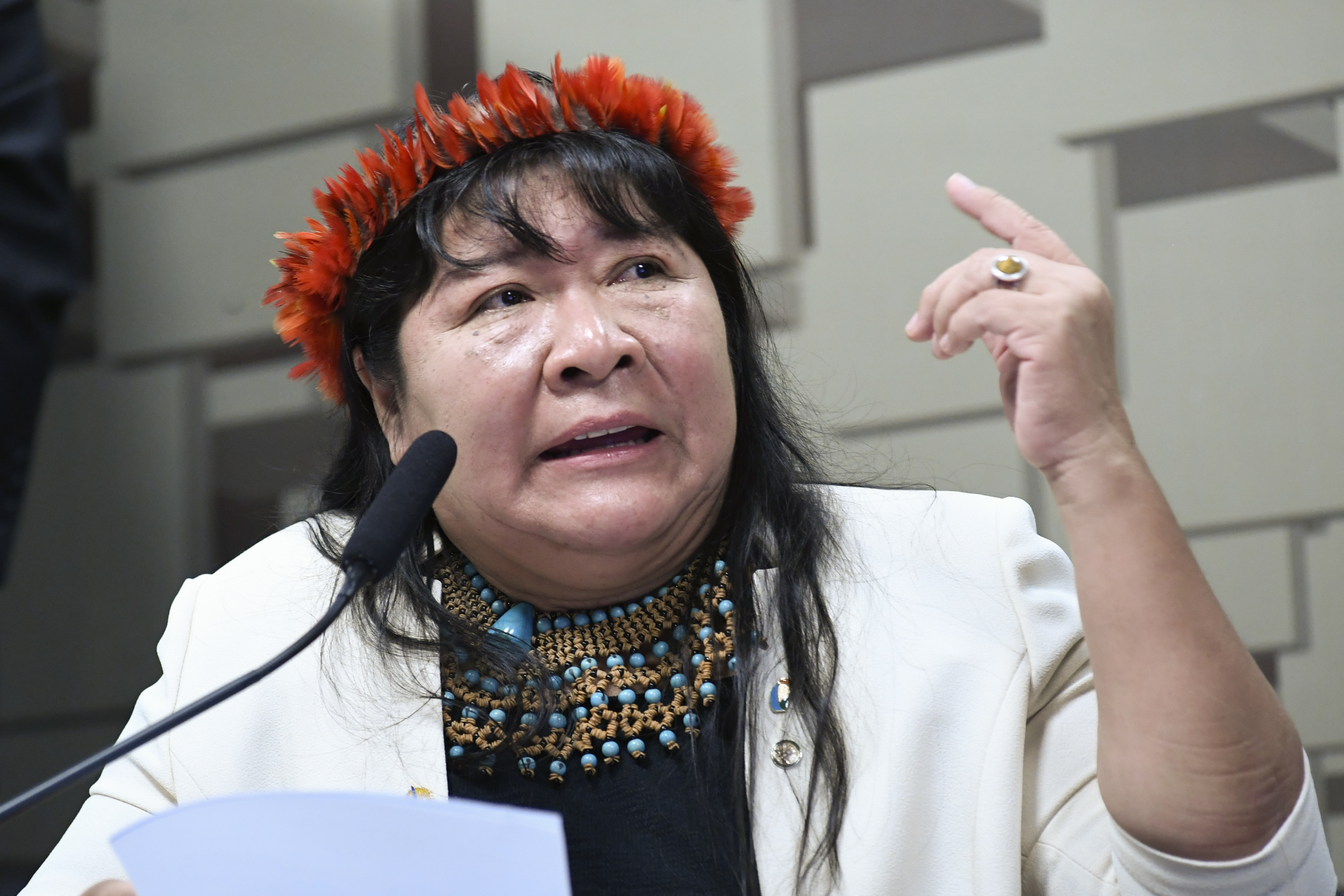
Joenia Wapichana na Comissão Temporária Externa para acompanhar a situação dos Yanomami e a saída dos garimpeiros

## Fonologia

### Consoantes
|             | Labial | Alveolar | Retroflexo | Palatal | Velar | Glotal |
| ----------- | ------ | -------- | ---------- | ------- | ----- | ------ |
| Plosiva     | p b    | t        | ɖ          |         | k ɡ   | ʔ      |
| Africada    |        |          |            | t͡ʃ      |       |        |
| Nasal       | m      | n        |            | ɲ       |       |        |
| Fricativa   |        | s        | ʐ          | ʃ       |       |        |
| Aproximante | w      |          |            | j       |       |        |
| Vibrante    |        |          | ɽ          |         |       |        |

Os Wapixana que habitam a República Cooperativa da Guiana, possuem aspiração nos fonemas plosivos /p/, /t/, /k/ e no africado /t͡ʃ/, que rotulou o grupo de aspirado. Esse fato não corresponde ao que ocorre atualmente no falar dos Wapixana que vivem no lado brasileiro. Esses quatro fonemas são produzidos sem qualquer traço relevante de aspiração, razão por que, no quadro acima, os três primeiros são classificados como plosivos e o último, como africado.
Outra divergência é o grupo de segmentos /b/ /ɖ/, /ʐ/ e /ʔ/, que são classificados por ela como glotalizados. Não parece haver dúvida quanto à existência, também no falar dos Wapixana que vivem no território brasileiro, do fonema oclusivo ejetivo propriamente dito /ʔ/. Quanto ao sons [b] e [ɖ], a pronúncia dos falantes Wapixana do lado brasileiro já não parece apresentar, ao menos como propriedade relevante fonologicamente, o traço ejetivo, de forma que, no inventário acima, eles são classificados, respectivamente, como plosivo bilabial e plosivo retroflexo. O fonema /ʐ/, embora em início de palavra possa apresentar algum traço ejetivo, mais evidente aí parece ser a pré-vocalização, mas nenhum desses traços apresenta consequências para o sistema fonológico da língua, por isso, no quadro acima, ele é caracterizado como fricativo retroflexo. Esse fonema aparece na literatura também representado como aproximante retroflexo /ɻ/; suas propriedades fonéticas reúnem a retroflexidade do flepe /ɽ/ e o ruído sibilar de um som fricativo. Nesse caso, representá-lo como /ʐ/ é de caráter prático, pois tanto a ortografia empregada na Guiana, quanto a empregada no Brasil utilizam o símbolo /z/ para caracterizar esse segmento e reservam /r/ para caracterizar o flepe.
No final de sílaba, /b/, /ɖ/ e /ʐ/ perdem o traço [+ son], realizando-se como /p/, /ʈ/ e /ʂ/, respectivamente.
O plosivo velar sonoro possui poucas aparições, sendo elas em apenas três formas pronominais: /ũɡaɽɨ/ ‘eu, me, meu’, /pɨgaɽɨ/ ‘tu, te, teu’ e /paɨgaɽɨ/ ‘ele(a)s mesmo(a)(s)’. As palatais /ɲ/, /ʃ/, /t͡ʃ/ e /j/ são consideradas fonemas não por aparecerem em pares mínimos, mas pelo fato de que constituem segmentos opacos para a regra de palatalização. Também é um fato fonológico que indica a existência das consoantes nasais, isto é, elas são responsáveis pela propagação do traço [nasal] no processo de nasalização. Abaixo, seguem alguns exemplos de pares mínimos para as consoantes:
| /p/ | /paupan/ | [paw'pan] | plantando |
| /w/ | /pauwan/ | [paw'wan] | plantar   |

| /t/ | /watu/ | ['watu] | urubu    |
| /ɽ/ | /waɽu/ | ['waɽu] | papagaio |

### Vogais
|         | Anterior | Central | Posterior |
| ------- | -------- | ------- | --------- |
| Fechada | i ː      | ɨ ː     | u ː       |
| Aberta  |          | a ː     |           |

O sistema vocálico do Wapixana é composto de quatro vogais breves e quatro vogais longas correspondentes.
Os exemplos a seguir ilustram pares mínimos para os fonemas vocálicos:
| /a/ | /at/ | [at] | para, a (dativo) |
| /i/ | /it/ | [it] | para (alativo)   |

| /ɨ/ | /pɨɖaɽɨ/ | [pɨ'ɖaɽɨ] | teu pai |
| /u/ | /pɨɖaɽu/ | [pɨ'ɖaɽu] | tua mãe |

Existem ainda, exemplos de ditongos /ai, aɨ, au, ɨi, ɨu, iu e ui/, como se pode observar nos exemplos em:
- /ai/    /bai/      [baj]       ‘pato’
- /aɨ/ /kabaɨn/ [ka'bãɨn]  ‘casa’
- /au/ /auna/   [aw'naː]   ‘não’
- /ɨi/   /kɨnɨi/      [kɨ'nɨj]   ‘canção’
- /ɨu/   /ɖɨu/       [ɖɨw]      ‘sal’
- /iu/   /ɨɖiu/      [i'ɖiw]    ‘rabo’
- /ui/  /kuɖui/    [kuɖuj]    ‘anta’

Como demonstram os exemplos, o Wapixana parece exibir apenas ditongos decrescentes, ou “offglide”, isto é, ditongos em que um glide, ou elemento vocálico [+ alto], segue o núcleo vocálico.

### Processos Fonológicos
Labialização 
| Sem labialização | Com labialização | Exemplo                | Tradução                |
| ---------------- | ---------------- | ---------------------- | ----------------------- |
| /g/              | [gʷ]             | /ũgaɽɨ/ > [ũ'gʷaɽɨ]    | eu, me, mim, meu, minha |
| /pɨ-/            | [pu-]            | /pɨbaiɽi/ > [pu'bajɽi] | tua flecha              |

Palatalização
Excetuando-se as palatais, as demais consoantes imediatamente seguintes a /i/, nasalizado ou não, na mesma palavra, são palatalizadas.
| Sem palatalização | Com palatalização | Tradução   |
| ----------------- | ----------------- | ---------- |
| /aipan/           | [aj'pʲɛ̃n]         | precisando |
| /idiwaʔɨ/         | [iɖʲi'wɛʔɨ]       | tua flecha |

## Ortografia
A ortografia Wapichana não é completamente fonêmica porque além dos critérios de análise linguística, a partir da incorporação de sugestões apresentadas pelos “Mestres da Língua”, foi simplificada várias vezes até chegar a um consenso praticamente unânime, entre os pesquisadores e os “mestres da língua”, que são respectivamente os que escreveram e os que falam a Língua Wapichana, na escola da comunidade Malacacheta e nas outras malocas onde vivem os que ajudaram neste trabalho.
O alfabeto da língua Wapichana é composto dos seguintes grafemas: <a>,<b>, <d>, <e>, <g>, <i>, <m>, <n>, <p>, <k>, <r>, <s>, <t>, <u>, <w>, <x>, <z>, <ch>, <nh>, <y>. Destes, quinze são consoantes e cinco vogais. Os símbolos para as consoantes são: <p>, <b>, <t>, <d>, <k<, <s>, <z>, <ch>, <x>, <r>, <m>, <n>, <nh>, <w>, <‘>. Algumas consoantes têm uma pronúncia característica que não é a mesma do português: <d>, <z>, <r> são retroflexas, ou seja, são pronunciadas com a ponta da língua virada para cima, em direção dos alvéolos, atrás dos dentes.
| Grafema | Fonema | Aproximação                   |
| ------- | ------ | ----------------------------- |
| a       | a ː    | casa                          |
| b       | b      | bato                          |
| d       | ɖ      | dine (inglês indiano)         |
| e       | i ː    | quis                          |
| g       | ɡ      | língua                        |
| i       | i ː    | quis                          |
| m       | m      | mato                          |
| n       | n      | narina                        |
| p       | p      | pai                           |
| k       | k      | corpo                         |
| r       | ɽ      | gargalhar (dialeto sertanejo) |
| s       | s      | simples                       |
| t       | t      | troço                         |
| u       | u ː    | urso                          |
| w       | w      | quase                         |
| x       | ʃ      | chave                         |
| z       | ʐ      | ròu (chinês)                  |
| ch      | t͡ʃ     | tchau                         |
| nh      | ɲ      | Sônia                         |
| y       | ɨ ː    | ybytyra (tupi antigo)         |
| '       | ʔ      | ê-ê                           |

- O <d> muitas vezes é glotalizado, sobretudo em início de palavras, com um pequeno fechamento da glote.
- O <b> às vezes tem também esta característica.
- O <ch> (que tem um som como a palavra “tchau”) e o <x>, não se confundem como acontece em português.
- A consoante glotal <‘>, não existe em português: é pronunciada fechando a corrente do ar pulmonar com uma paradinha na garganta (com a glote).
- Os símbolos para as vogais são: <a>, <e>, <i>, <u>, <y>.
- A vogal <y> não existe em português: é pronunciada como se fosse /u/, mas com os lábios estendidos.
- A vogal <u> é falada com o /u/, e raras vezes como /o/.
- As vogais <a>, <i>, <u>, <y>, têm correspondentes longas: <aa>, <ii>, <uu>, <yy>. [22]

## Gramática

### Pronomes

#### Pronomes Pessoais e Possessivos
Os pronomes pessoais codificam as categorias de pessoa, número, gênero (este último apenas para terceira pessoa do singular) e, em casos específicos, a função gramatical, que depende da classe a que estão relacionados: em nomes, codificam o possuidor; em verbos, sujeito ou objeto. Além dos pronomes em si, há ainda uma anáfora. 
| pessoa       | singular | plural |
| ------------ | -------- | ------ |
| 1ª           | ũgaɽɨ    | waɨnau |
| 2ª           | pɨgaɽɨ   | ɨnau   |
| 3ª Masculino | ɨɽɨ      | inau   |
| 3ª Feminino  | uɽu      | inau   |
| Anáfora      | paɨgaɽɨ  |        |

Do ponto de vista morfológico,  as formas pronominais de terceira pessoa do singular masculino e feminino ɨɽɨ ‘ele, o, dele’ e uɽu ‘ela, a, dela’ são constituídas dos prefixos marcadores de terceira pessoa ɨ- e u- acrescidos dos sufixos marcadores de gênero masculino e feminino que também são empregados para os nomes inalienáveis -ɽɨ e -ɽu, respectivamente, havendo ainda o alongamento das vogais finais desses sufixos em atendimento ao padrão iâmbico da língua, de forma a produzir as seguintes realizações fonéticas respectivas: [ɨɽɨː] e [uɽuː]. 
As três formas pronominais correspondentes ao plural wa-ɨ-na-u (nós, nos, nosso) ɨ-na-u (vocês) e i-na-u (eles ou elas, os, as, deles, delas) são constituídas dos prefixos marcadores das pessoas correspondentes wa-, ɨ- e -i, respectivamente, acrescidos do complexo sufixal caracterizador de plural -na-u , ocorrendo na última dessas três formas, i-na-u, a palatalização da nasal inicial do complexo de plural que inicialmente tinha a realização fonética [inʲau], promoveu-se para a atual [iɲau]. 
O substantivo e o verbo podem trazer uma forma pronominal que expresse, para o nome, em construção possessiva, o possuidor, e para o verbo, as funções sintáticas básicas: sujeito e objeto.
| Frase em Wapichana | Tradução em Português |
| ------------------ | --------------------- |
| ũgaɽɨ ʐakapan      | minha roça            |
| pɨgaɽɨ ʐakapan     | tua roça              |
| ɨɽɨ ʐakapan        | roça dele             |
| uɽu ʐakapan        | roça dela             |
| waɨnau ʐakapan     | nossa roça            |
| ɨnau ʐakapan       | roça de vocês         |
| inau ʐakapan       | roça del(e)(a)s       |

O quadro acima indica o emprego das formas pronominais em junto ao nome, portanto, essas formas pronominais funcionam como marcadores de posse.
| Frase em Wapichana       | Tradução em Português             |
| ------------------------ | --------------------------------- |
| tʃaʔapiʔik ũgaɽɨ pukudan | eu acordei cedo (cedo eu acordei) |
| ɨbaʔiʐtan pɨgaɽɨ         | ele bateu em você                 |

O quadro acima ilustra o emprego das formas pronominais em combinação com verbos, representando a função de sujeito no primeiro exemplo e a função de objeto no segundo.
Nota-se que a anáfora não foi exemplificada em nenhum desses dois paradigmas. Isso se deve ao fato de que essa anáfora de raro uso. Seu emprego cada vez mais é substituído pelo emprego do prefixo correspondente, somente em textos ela é empregada, como no exemplo seguinte colhido de uma história contada por um dos mestres do Wapixana:
| Frase em Wapichana                     | Tradução em Português                       |
| -------------------------------------- | ------------------------------------------- |
| puata aitʃap wɨɽɨː iʐamtaʐunɨʐ paɨgaɽɨ | o macaco percebeu que eles queriam pegá-lo’ |

A anáfora (em negrito) ocorre na função de objeto de oração encaixada, em concordância com o marcador de objeto verbal (em itálico).

#### Pronomes demonstrativos
O Wapichana apresenta um sistema em que se distinguem graus de distância (próximo / distante) e gênero para seres animado (masculino / feminino).
| Frase em Wapichan               | Tradução para Português       |
| ------------------------------- | ----------------------------- |
| tawuɽu ʐɨn makun ʐakap it       | aquela mulher vai para a roça |
| tawɨ-ɽɨ ɖaunaiuɽ makun ʐakap it | aquele homem vai para a roça  |
| tawɨɽɨ kutɨʔɨʐ ʐɨʔɨtpan         | aquele pássaro está voando    |
| ũaiap tawɨɽɨ baɽu               | eu preciso daquele machado    |

O quadro acima ilustra o emprego das formas em negrito correspondentes ao distante. Apenas nesse par se encontra formalmente registrada a distinção de gênero envolvendo formas exclusivas para masculino e feminino, observando-se, entretanto, que a forma do masculino é a não-marcada, uma vez que se aplica também para seres animados não-humanos e inanimados. 
| Frase em Wapichan              | Tradução para o Portugês          |
| ------------------------------ | --------------------------------- |
| wɨ-ɽɨː ɖaunaiuɽ makun ʐakap it | este (esse) homem vai para a roça |
| ũaiap wɨɽɨː baɽu               | eu preciso deste (desse) machado  |
| ɖiwɨɽaː ɖaunaiuɽa kɨnɨitiɳan   | este (esse) menino está cantando  |
| diwɨɽaː maɽij ɖimanaʔu         | esta faca está afiada             |
| diwɨɽaː akaj auna ɨuʐkan       | esta fruta não está madura        |

Os exemplos acima ilustram o emprego do aproximativo. No primeiro, uma mesma forma é empregada independentemente do estado animado ou não-animado e do sexo da entidade referida. No segundo, também uma única forma é empregada para designar tanto seres animados, quanto seres inanimados.
Os dados agora colhidos não revelam oposição em termos de animado vs. inanimado. Sobre esta última forma, nenhum exemplo envolvendo entidade de sexo feminino foi encontrado. Do ponto de vista morfológico, o distal, a oposição formal de gênero, como demonstrado pela desinência final que corresponde aquela mesma empregada na oposição de gênero entre nomes inalienáveis.

#### Pronomes indefinidos
Três formas pronominais que expressam indefinição são recorrentemente empregadas. A primeira piɖian ‘pessoa, gente’ é empregada quando se quer fazer referência a entidade dotada do traço mais humano. A segunda, aimaakan ‘coisa, algo’ é empregada quando se quer referir a entidade dotada do traço menos humano.  A terceira, b(a)aʔuɽan ‘outro’, de sentido mais vago, é empregada em referência a qualquer entidade, independentemente do conjunto de traços que componha seu significado.
| Frase em Wapichana                         | Tradução em Português          |
| ------------------------------------------ | ------------------------------ |
| tuʃau pa(a)ɽaɖanniː piɖiannau at           | o tuxaua falará para o pessoal |
| auna ɨabatan aimaakan                      | ele não escutou coisa nenhuma  |
| baɨɖaʔap kakiwiniʔu, b(a)aʔuɽan miɖiaɨʐiʔu | um é gordo, outro é magro      |

O primeiro exemplo ilustra o emprego do pronome indefinido que remete a pessoa, observa-se que essa forma pode ser pluralizada mediante o acréscimo do complexo de plural. O segundo exemplo exemplifica a forma pronominal que remete a coisa; não há registro nos dados colhidos de flexão para esta forma. O terceiro exemplo ilustra o indefinido sem restrições de traços semânticos; não foram encontradas formas variantes desse indefinido. Do ponto de vista funcional, os dois primeiros exemplos de indefinidos constituem núcleos de sintagma nominal; enquanto, o terceiro, embora nesse exemplo exiba função nuclear, também pode ocorrer como modificador de núcleo nominal.

#### Pronomes interrogativos
Os pronomes interrogativos são proformas que, em regra, são empregadas em início de construções interrogativas.
| Frase em Wapichana                  | Tradução em Português | Foco da pergunta |
| ----------------------------------- | --------------------- | ---------------- |
| kanum (ɖiː), kan ɖiː                | quem? que?            | sujeito/objeto   |
| naʔapaʔuɽam, ʃaʔpaʔuɽam             | qual?                 |                  |
| naʔapaʔɨɖaʔɨn                       | quanto?               | quantidade       |
| naʔapainim                          | quando?               | tempo            |
| naʔiam (ɖiː), naʔiaʔuɽam, naʔiː ɖiː | onde?                 | lugar            |
| naʔapam, naʔap ɖiː                  | como?                 | maneira          |
| kanum niː, kan ɖiː niː              | por quê?              | causa            |

### Substantivos
Os substantivos do Wapichana, assim como ocorre com as línguas Aruák em geral, podem ser divididos em dois subgrupos: inalienáveis e alienáveis.
Os nomes inalienáveis são obrigatoriamente possuídos. Regularmente, tal propriedade dessa classe de nomes é codificada na língua lexicalmente, isto é, por meio do sufixo –j adicionado à raiz do nome inalienável, quando ele não apresenta um possuidor especificado, e pela ausência desse sufixo quando o nome inalienável apresenta, em uma construção de posse, um possuidor especificado.
| Frase em Wapichana | Tradução em Português |
| ------------------ | --------------------- |
| baiɽij             | flecha                |
| ɨɽɨ baiɽi          | flecha dele           |

Os nomes alienáveis não são obrigatoriamente possuídos. Normalmente, essa propriedade é reconhecida pelo fato de que tais nomes, quando não possuídos, não apresentam qualquer marca e, quando possuídos, exibem um sufixo caracterizador de posse. Os três sufixos caracterizadores de posse são -n (mais frequentemente usado), -t e -ʐ.
| Frase em Wapichana | Tradução em Português |
| ------------------ | --------------------- |
| baɽu               | machado               |
| ɖaunaiuɽ baɽun     | o machado do homem    |

| Frase em Wapichana | Tradução em Português |
| ------------------ | --------------------- |
| baɨɖukuɽɨ          | onça                  |
| ɨɽɨ baɨɖukuɽɨt     | onça dele             |

| Frase em Wapichana | Tradução em Português |
| ------------------ | --------------------- |
| kubaw              | anzol                 |
| ũgaɽɨ kubawaʐ      | meu anzol             |

#### Gênero
A categoria de gênero em Wapixana apresenta marcas distintas dependendo se o substantivo é inalienável ou alienável. Para os nomes inalienáveis, empregam-se as mesmas marcas usadas para a distinção de gênero nos pronomes. Os nomes alienáveis, por outro lado, possuem marca própria. Do ponto de vista semântico, a distinção estabelecida, tanto em nomes inalienáveis quanto em nomes alienáveis, diz respeito à oposição entre masculino e feminino. 

##### Gênero nos substantivos inalienáveis
Certos nomes inalienáveis, assim como os pronomes pessoais, quando referido a entidades com o traço mais humano, fazem a distinção de gênero mediante a presença do sufixo -ɽɨ, para nomes que referem a indivíduos do sexo masculino, e a presença do sufixo - ɽu, para nomes que referem a indivíduos do sexo feminino.
| Frase em Wapichana | Tradução em Português |
| ------------------ | --------------------- |
| ɖajaɽɨ             | esposo                |
| ɖajaɽu             | esposa                |
| ɖaɽɨj              | pai                   |
| ɖaɽuj              | mãe                   |

##### Gênero nos substantivos alienáveis
Os nomes alienáveis, quando referindo a entidades com o traço mais animado, estabelecem a distinção de gênero mediante a presença do termo de classe -aba, para indivíduos do sexo feminino, em oposição a ausência de qualquer marca, para indivíduos do sexo masculino.
| Frase em Wapichana | Tradução em Português |
| ------------------ | --------------------- |
| kuʃi               | porco                 |
| kuʃiaba            | porca                 |

#### Número
O Wapixana apresenta como marca característica de plural o sufixo -nau. 
| Frase em Wapichana | Tradução em Português |
| ------------------ | --------------------- |
| ʐɨn                | boi                   |
| ʐɨnnau             | bois                  |

#### Grau
As noções de diminutivo e aumentativo podem ser expressas sintaticamente, através da justaposição de um adjetivo ao substantivo.
| Frase em Wapichana | Tradução em Português |
| ------------------ | --------------------- |
| bun tɨbaɽɨʔu       | cuia grande           |

#### Atribuitivo e privativo
As ideias de atribuição e de privação também podem ser expressas morfologicamente em nomes do Wapixana, mediante o emprego dos prefixos ka- e ma-, respectivamente.
| Frase em Wapichana | Tradução em Português |
| ------------------ | --------------------- |
| kaʔɨʐkin           | panela                |
| maɖiʐuj            | careca                |

O prefixo ka- marca o referente do nome ka-ʔ-ɨʐ-kin  ‘panela’ como tendo a função de servir de recipiente para entidades não-discretas, logo, tem a função de atributivo. O prefixo ma- caracteriza o referente do nomema-ɖiʐu-j ‘careca’ como desprovido de cabelo, portanto, constitui um privativo.

### Adjetivos
Do ponto de vista morfológico, os adjetivos em Wapixana caracterizam-se essencialmente por receberem sufixos especiais, dentre os quais, o mais produtivo é -ʔu que, inclusive, pode gerar um adjetivo a partir de uma base cuja fonte é outra classe gramatical.
| Frase em Wapichana | Tradução em Português |
| ------------------ | --------------------- |
| kaimanaʔu          | bom                   |
| kaɖɨnɨʔu           | gostoso               |
| ɖimanaʔu           | afiado                |

No primeiro exemplo, o adjetivo kaiman-a-ʔu  ‘bom’ é formado a partir da forma kaiman ‘bem’ que é de natureza adverbial. No segundo exemplo, o adjetivo ka-ɖɨnɨ-ʔu  ‘gostoso' é formado a partir da base ka-ɖɨnɨ, cuja raiz ɖɨnɨ ‘leite’ é de origem nominal. O adjetivo ɖiman-a-ʔu ‘afiado’, no terceiro exemplo, é constituído a partir da base ɖiman- que corresponde ao verbo ‘correr’ que, portanto, é de origem verbal. 
Além do sufixo -ʔu, ainda que menos produtivamente, a formação de adjetivo pode ser realizada por meio de outros sufixos, como demonstram os exemplos que seguem envolvendo o sufixo tʃ.
| Frase em Wapichana   | Tradução em Português        |
| -------------------- | ---------------------------- |
| kuʃi maɨɖanitʃ       | porco sem filho              |
| ʐɨnaba maɨɖajaɽɨtʃ   | mulher que nunca teve esposo |
| ɖaunaiuɽ maɨɖajaɽutʃ | homem que nunca teve esposa  |

Todos os exemplos acima ilustram casos em que o adjetivo é formado mediante a afixação do formativo -tʃ a uma base de cunho nominal que expressa privação (através do prefixo privativo ma-), por parte da entidade referida pelo nome ao qual se encontra justaposto o adjetivo, do referente a que remete a raiz. No primeiro exemplo, a entidade a que remete kuʃi ‘porco’ é tida como privada de ɖa-ni ‘filho’. No segundo exemplo, a entidade a que remete ʐɨn-aba ‘mulher’ é tida como privada por completo de ɖa-j-a-ɽɨ ‘esposo’ e o mesmo ocorre no útimo exemplo com alternância de gênero.

### Verbos
Considerando suas propriedades gramaticais, os verbos do Wapixana apresentam dois tipos principais, transitivo e intransitivo, e o existencial kaiɲaː.

#### Verbos transitivos
Os verbos transitivos são aqueles que admitem mais de um argumento (negrito). Dividem-se em divalentes, que requerem dois argumentos (sujeito e objeto direto ou indireto), e trivalentes, que requerem três argumentos (sujeito, objeto direto e objeto indireto).
| Frase em Wapichana           | Tradução em Português     |
| ---------------------------- | ------------------------- |
| kamuː aɽaɖaɖ-niː piniɖ       | o sol secou o capim       |
| uɽu pa(a)ɽadan ɨɽɨ at        | ela falou para ele        |
| ũgaɽɨ tanniː sɨːʐnau inau at | vou dar bananas para eles |

Os dois primeiros exemplos ilustram verbos transitivos com dois argumentos (divalentes): o verbo aɽaɖaɖ-niː exibe complemento objeto direto, razão por que é chamado tradicionalmente de transitivo direto. O verbo pa-(a)ɽa-d-a-n traz um complemento objeto indireto e, portanto, é tratado na literatura como transitivo indireto. O último exemplo ilustra um verbo transitivo com três argumentos (trivalente) que, tradicionalmente, é reconhecido como transitivo direto e indireto, uma vez que admite um complemento direto e um complemento indireto simultaneamente. Dos argumentos que constituem complementos verbais, objeto direto e objeto indireto, este último não apresenta marca mórfica, mas uma posposição que o caracteriza, ɨ-ɽɨ at ‘para ele’ e i-na-u at ‘para eles’. O objeto direto, por outro lado, constitui, do ponto de vista morfológico, uma típica distinção do verbo transitivo em relação a outros tipos de verbos, uma vez que pode apresentar uma marca de concordância em forma de sufixo verbal.
| Frase em Wapichana                | Tradução em Português              |
| --------------------------------- | ---------------------------------- |
| aiʐiː wapitʃannau kaiwanɨʐ paukun | hoje os wapixanas usam o seu timbó |

No exemplo acima, o sufixo de terceira pessoa objeto -ɨʐ na forma verbal marca a concordância com o objeto direto pa-uku-n ‘seu timbó’.

#### Verbos intransitivos
Os verbos intransitivos são monovalentes, isto é, admitem apenas um argumento (sujeito), que está em negrito.
| Frase em Wapichana | Tradução em Português |
| ------------------ | --------------------- |
| atuɽɨ maukan       | o jacaré morreu       |

O verbo mauk-a-n  ‘morrer’ não requer qualquer complemento, mas admite o argumento sujeito atuɽɨ  ‘jacaré’.

#### O existencial kaiɲaː
A “expressão de existência” é o sentido mais comumente empregado pelos falantes do Wapixana ao utilizar o verbo kaiɲaː, mas ele pode ser empregado também como possessivo.
| Frase em Wapichana          | Tradução em Português      |
| --------------------------- | -------------------------- |
| kaiɲaː iɽib wiʐ aukaʐ iː    | tem muitas estrelas no céu |
| waikanʔan kaiɲaːniː winipai | amanhã vai ter pagamento   |

Do ponto de vista morfológico, o emprego mais comum desse existencial é como o primeiro exemplo, sem qualquer flexão e em sentido atemporal. O emprego flexionado, embora muito raro, também pode ocorrer, como demostra o segundo exemplo. Do ponto de vista sintático, o existencial admite um argumento.
| Frase em Wapichana     | Tradução em Português |
| ---------------------- | --------------------- |
| kuaʐaʐa kaiɲaː ɨuɽaɽin | a cobra tem veneno    |

Tal como no caso do emprego existencial, do ponto de vista morfológico, kaiɲaː possessivo regularmente tem forma não flexionada e sentido atemporal. Do ponto de vista sintático, kainaː possessivo é divalente, isto é, admite dois argumentos, um sujeito e outro objeto direto. Semanticamente, não parece haver restrições acerca das propriedades dos argumentos que tanto podem ser animados, quanto inanimados.
Ademais, marginalmente, kaiɲaː pode apresentar mais dois empregos: um, como auxiliar; outro, como modal, indicando obrigatoriedade.
| Frase em Wapichana              | Tradução em Português            |
| ------------------------------- | -------------------------------- |
| ɨɽɨ kaiɲaː saʔabapan tabai      | ele está consertando o banco     |
| kaiɲaː ɨkabuʔutan wɨɽɨː ɨʐamaʔu | tem de jogar este (objeto) velho |

O primeiro exemplo ilustra um possível emprego de kaiɲaː como auxiliar. Esse tipo de emprego foge do padrão, pois auxiliar deve portar as marcas flexionais do verbo principal, entretanto, aqui, kaiɲaː não apresenta qualquer flexão e o verbo principal saʔaba-p-a-n ‘consertando’ é que aparece flexionado. O segundo exemplo, ilustra um possível emprego de kaiɲaː como modal, indicando obrigatoriedade, nesse caso, o fato dessa forma verbal apresentar-se não flexionada não representa uma anormalidade, mas tal construção parece raramente usada. 

#### Estrutura do verbo
- Raiz verbal + afixo flexional
- Base não-verbal + VR ou CL + afixo flexiona

Um verbo é constituído de uma raiz de natureza verbal e seus morfemas flexionais, ou de uma base não-verbal, isto é, base simples ou complexa pertencente a uma outra classe de palavra, ou mesmo de uma forma presa constituída de termos de classe mais um verbalizador ou um morfema classificador.

#### Marcadores de pessoa
O sistema de morfemas marcadores de pessoa em Wapixana compreende um série de prefixos que cruzam referência com o argumento sujeito, se este estiver presente, e uma série de sufixos que cruzam referência com o argumento objeto direto, se este estiver presente. Em Wapixana, o emprego de um sintagma nominal pleno, o emprego de uma forma pronominal independente ou o emprego de um morfema marcador de pessoa para desempenhar a função de sujeito ou de objeto constituem alternativas a disposição do falante que podem ser usados conforme seu intento de comunicação. Caso opte pelo emprego de morfemas marcadores de pessoa, o falante poderá utilizar o elenco de morfemas prefixais e sufixais.
| pessoa       | singular | plural   |
| ------------ | -------- | -------- |
| 1ª Singular  | ũ-       | -ɨn      |
| 2ª Singular  | pɨ-      | -ɨp      |
| 3ª Masculino | ɨ-       | -(ɨ)ʐ(ɨ) |
| 3ª Feminino  | u-       | -(ɨ)ʐ(u) |
| 1ª Plural    | wa-      |          |
| 2ª Plural    | ɨ-       |          |
| 3ª Plural    | i-       |          |
| Anáfora      | pa-      |          |

A distinção de gênero ocorre apenas em relação à terceira pessoa do singular, em que ɨ- é a forma não marcada para sujeito, referindo ao masculino de animados e a inanimados, e a forma u- é exclusiva para animados feminino na função de sujeito; paralelamente, na função de objeto, há a forma não marcada -ɨʐ, para o masculino de animados e para inanimados e a forma -ɨʐu exclusiva para o feminino de animados. O prefixo referente à terceira pessoa do plural não faz distinção de gênero, referindo tanto ao feminino quanto ao masculino. Acerca dessa forma de terceira pessoa do plural, cabe informar que ela realiza-se como [ĩ]. A anáfora pa- remete a constituinte de terceira pessoa referido anteriormente, independentemente de seu gênero e número.

#### Tempo e Modo
As categorias de modo e de tempo em Wapixana parecem funcionar de modo integrado, de forma que seu sistema de marcação recorre a apenas dois morfemas marcadores fundamentais, o de modo indicativo -n e o de não-presente -niː que, funcionando em conjunto, determinam as principais subcategorias: o modo imperativo e os tempos presente, passado e futuro. 
|            | modo indicativo | não-presente |
| ---------- | --------------- | ------------ |
| imperativo | não-marcado     | não-marcado  |
| presente   | marcado         | não-marcado  |
| passado    | não-marcado     | marcado      |
| futuro     | marcado         | marcado      |

O modo imperativo é completamente não-marcado e o tempo futuro é totalmente marcado. O tempo presente é marcado para o modo indicativo e não-marcado para o não-presente, enquanto o tempo passado, inversamente, é não-marcado para o modo indicativo e marcado para o tempo não-presente.
| Frase em Wapichana  | Tradução em Português |
| ------------------- | --------------------- |
| pɨtɨʐ paɽakaɽi      | bebe caxiri!          |
| pɨtɨʐan paɽakaɽi    | tu bebes caxiri       |
| pɨtɨʐniː paɽakaɽi   | tu bebeste caxiri     |
| pɨtɨʐanniː paɽakaɽi | tu beberás caxiri     |

No primeiro exemplo do quadro acima, há o emprego do imperativo, logo estão ausentes tanto o morfema de modo indicativo quanto o morfema de tempo não-presente. O segundo exemplo ilustra o emprego do tempo presente, de forma que apenas o morfema de modo indicativo faz parte da construção, mas não o morfema de não-presente. O terceiro ilustra o emprego do tempo passado e, assim, apenas o morfema de não-presente integra a construção, mas não o morfema de modo indicativo. O último ilustra o emprego do tempo futuro e, portanto, ambos os morfemas, de modo indicativo e de tempo não-presente, tomam parte na construção. 
Subdivisões dessa categorização fundamental em parecem ocorrer transversalmente mediante a combinação com o morfema -naː, indicador de que o evento expresso pelo verbo realizou-se, realizar-se-á imediatamente, ou já está se realizando.
| Frase em Wapichana | Tradução em Português |
| ------------------ | --------------------- |
| au-na pɨtɨʔɨɖanaː  | não estica            |
| ɨtɨʐpannaː         | ele já está bebendo   |
| ɨtɨʐniːnaː         | ele já bebeu          |
| ɨtɨʐanniːnaː       | ele já vai            |

Os exeplos acimam ilustram, respectivamente, o emprego do imediato com a forma do imperativo, do presente, do passado e do futuro. O teste para identificar esse morfema consiste em recorrer a palavras temporais, como no trecho seguinte, em que um dos mestres da língua Wapixana relata atividades por ele realizadas:
| Frase em Wapichana                                                                                        | Tradução em Português                                                                                  |
| --- | --- |
| “ɨɽɨːnaː ũminziwan ũmakunaː ʐakap it naʔjam makunkan ũkaɽauɖpan maʐiki (...) atiː ɖaɨnaʔan ũkiwannaː ...” | ‘logo eu me preparei para ir à roça onde eu tinha ido apanhando milho (...) até, depois, eu voltar...’ |

Acima, os indicadores sequênciais temporais do texto (em itálico e negrito) expressam a rapidez da sequência de eventos, denunciando o porquê da presença do marcador de imediato (em negrito). 

##### Modo indicativo
Do ponto de vista semântico, o modo indicativo faz referência a um evento ou estado, dado como concreto, que precedeu, é simultâneo ou sucederá o momento do ato de fala. 
| Frase em Wapichana           | Tradução em Português         |
| ---------------------------- | ----------------------------- |
| ɖaunaiuɽ makun ʐakap it      | o homem vai (foi) para a roça |
| ũɖaniʐɨnaba kaːwan mɨnɨmɨn   | minha filha chegou ontem      |
| ũmakunniː ʐakap it           | eu irei para a roça           |
| ukaːwanniː man ɖaʔatiː aiʐiː | talvez ela chegue aqui hoje   |

O primeiro exeplo ilustra o emprego do modo indicativo em exemplos típicos do correspondente modo indicativo em línguas como o português. Já o segundo, demonstra que, em Wapixana, o modo indicativo é também empregado para o que corresponde ao modo subjuntivo em outras línguas. O terceiro caso aponta para o fato de que em Wapixana o modo indicativo deve ser considerado como declarativo, pois, do ponto de vista do comprometimento com valor de verdade da asserção, não estabelece distinção entre o modo indicativo e o modo subjuntivo, não fazendo distinção entre o real (indicativo) e o irreal (subjuntivo).

##### Modo imperativo
O modo imperativo é a forma do verbo usada em ordens ou pedidos diretos. Em Wapixana, reconhece-se que a forma verbal encontra-se no imperativo em função de ela não apresentar qualquer marca além do sinalizador de pessoa e, dessa forma, não exibe abertamente marca de modo nem de tempo. Isso se aplica não apenas para segunda pessoa, mas também para a primeira pessoa do plural. 
| Frase em Wapichana      | Tradução em Português    |
| ----------------------- | ------------------------ |
| pɨnik!                  | come!                    |
| ukiːʔniː pɨmakaɖ tikaʐ! | ela disse: apaga o fogo! |
| wasawat kaʔɨʐkin!       | levantemos a panela!     |

Nos dois primeiros exemplos, a presença apenas das puras raízes dos verbos nik-a-n 'comer' e makaɖ-a-n ‘apagar’, respectivamente, além do marcador de segunda pessoa, demarcam que tais formas encontram-se no imperativo. No terceiro exemplo, a raiz pura do verbo sawat-a-n 'levantar', marca a forma imperativa, mas com marcador de primeira pessoa do plural. Se, entretanto, a ordem ou pedido ocorre em expressão negativa, a forma empregada envolve também a marca de tempo imediato.
| Frase em Wapichana | Tradução em Português |
| ------------------ | --------------------- |
| pɨtɨʔɨt sumaɽa     | estica o arco         |
| auna pɨtɨʔɨɖanaː!  | não estica o arco     |

O primeiro exemplo ilustra o emprego do imperativo em construção não-negativa, portanto, obedecendo ao que foi afirmado acerca dos exemplos do início da sessão. No segundo exemplo, que envolve construção negativa, há o acréscimo do marcador de tempo imediato.
Outras duas modalidades, orientadas para o agente, são expressas morfologicamente em Wapixana. A primeira expressa desejo de realizar o evento expresso pelo verbo; a segunda expressa propósito ou finalidade. 
| Frase em Wapichana                  | Tradução em Português                     |
| ----------------------------------- | ----------------------------------------- |
| ũaitʃapaʔaʐun pɨpa(a)ɽaɖan wapitʃan | eu quero compreender tua palavra wapixana |
| ũpiʐuɖaʔaʐun wɨɽɨː ɽiwɨnɨj          | eu quero provar esta bebida               |

| Frase em Wapichana            | Tradução em Português                   |
| ----------------------------- | --------------------------------------- |
| ɨɽɨ tɨʐaʔnan ũpaunaɽɨ ɖiʔiti  | ele foi beber no (na casa do) meu amigo |
| waɖaupanaa ũdaɽu ũɖawɨʔnannaː | boa noite, mãe, eu vou dormir           |

A primeira dupla de exemplos ilustra o emprego do morfema desiderativo -ʐu (em negrito), que indica o desejo do agente em realizar os eventos expressos pelos verbos em que estão inseridos. A segunda dupla de exemplos demonstra o emprego do morfema de finalidade -ʔn, que indica propósito do agente em relação ao evento expresso pelo verbo em que está inserido.

##### Tempo Presente
Do ponto de vista semântico, o presente se caracteriza por assinalar a simultaneidade entre o tempo do evento expresso pelo verbo e o tempo do enunciado. Do ponto de vista morfológico, em Wapixana o presente exibe a forma referente ao modo indicativo, mas não a forma referente ao tempo não-presente. 
| Frase em Wapichana                        | Tradução em Português                     |
| ----------------------------------------- | ----------------------------------------- |
| ɨɽɨ pauwan kanakaɖ ʐakap iː               | ele planta maniva na roça                 |
| kujaɽa nikan ʃiʃiwakak                    | a arara-vermelha come jutaí               |
| kanum auna ɨtʃikan paʐuaɨ kaiɲaː iɽib nai | quem não lava a cabeça tem muitos piolhos |

Todas as formas verbais exibem o morfema de modo indicativo (em negrito), mas não apresentam concretamente marca de tempo. Às vezes, tempo presente aparece sem o morfema marcador de modo indicativo.
| Frase em Wapichana                            | Tradução em Português                              |
| --------------------------------------------- | -------------------------------------------------- |
| auwaɽɨ mabuʐkaʔu kabuʔut kabaɨn ʃibaiɽiɲaː    | vento forte derruba telhado de casa                |
| kaɨʐ kamain ɖun, wapitʃannau ipiʃaː kakɨpkaɽɨ | durante o eclipse da lua, os wapichana pedem saúde |

As formas verbais em negrito, embora referindo ao presente, não apresentam o morfema característico do modo indicativo. Elas parecem denotar realidades gerais, de cunho atemporal. É a forma correspondente ao presente que regularmente ocorre como infinitivo, como demonstram os exemplos:
| Frase em Wapichana                   | Tradução em Português                |
| ------------------------------------ | ------------------------------------ |
| ʐɨn tɨkpan kuaʐaʐa kuʐuʔutan kibaɽuː | a mulher viu a cobra arrastar o sapo |
| wamaɽaiɲap waiɽiban kaimanaʔu        | amar nossos parentes é bom           |

Ilustra o emprego do verbo kuʐuʔut-a-n 'arrastar' que segue o padrão do presente, recebendo o afixo de modo indicativo -n. O segundo exemplo ilustra o emprego do verbo maɽaiɲap ‘amar’, que foge ao padrão regular do presente, isto é, não traz o morfema designador do modo indicativo.

##### Tempo passado
O morfema de não-presente constitui traço categorial distintivo tanto do tempo passado, quanto do tempo futuro, em oposição ao tempo presente.
Do ponto de vista semântico, o passado se caracteriza por assinalar o evento expresso pelo verbo como anterior ao momento do enunciado. Pode parecer curioso que o tempo passado, sendo o tipo de evento mais concreto, possa não exibir o morfema de modo indicativo (ou real). O tempo passado é quase sempre representado apenas pelo morfema de não-presente, mas ele não recusa, em certos casos, o morfema de modo indicativo, desde que o morfema de não-presente esteja ausente. Nesse sentido, ele contrasta com o modo imperativo que, em nenhuma circunstância, aceita o morfema de modo indicativo.
| Frase em Wapichana | Tradução em Português |
| ------------------ | --------------------- |
| ũmakun             | eu fui, eu vou        |
| ũmakuniː           | eu fui                |
| * ũ-maku-n-niː     | eu fui                |

| Frase em Wapichana | Tradução em Português |
| ------------------ | --------------------- |
| pɨmaku             | vá!                   |
| * pɨmakun          | vá!                   |
| * pɨmakunniː       | vá!                   |

A primeira tríade de explos ilustra o fato de que o tempo passado pode, em alguns casos, aceitar o morfema de modo indicativo, em paralelo com o emprego típico, que é aquele com a presença exclusiva do morfema de não-presente em, mas nunca os dois morfemas, de modo indicativo e de não-presente juntos, como atestado pela impossibilidade (*). O segundo quadro ilustra o fato de que o modo imperativo é adverso ao morfema de modo indicativo em qualquer circunstância, quer esse morfema apresente-se sozinho, quer esse morfema apresente-se em companhia do morfema de não-presente. Isso sugere que o falante Wapixana é consciente da necessidade de estabelecer as devidas oposições registrada e, assim, até emprega o morfema de modo indicativo em referência à categoria de passado, uma vez que o passado retrata um fato concreto, mas dá prioridade ao emprego do morfema de não-presente para essa categoria, de forma a resguardar o paradigma de oposições.

##### Tempo Futuro
Semanticamente, o tempo futuro localiza o evento expresso pelo verbo em tempo posterior ao momento do enunciado. Esta definição clássica tem sido enriquecida em função de essa categoria gramatical cobrir significados que não se restringem à ideia de tempo. O Wapixana exibe a mesma marca morfológica para expressar o futuro, quer referindo-se à noção de tempo estritamente, quer referindo à noção de finalidade.
| Frase em Wapichana             | Tradução em Português             |
| ------------------------------ | --------------------------------- |
| ũtumanniː awaɽibaj             | vou fazer um abano                |
| ɨɽɨ kaʐimaːpan kupaɨ panikanni | ele está assando peixe para comer |

No primeiro exemplo, os morfemas de modo indicativo e de não-presente que caracterizam o futuro (em negrito), referem-se à dimensão temporal, em acordo com a definição clássica, portanto, remetem ao tempo posterior ao momento do enunciado. No segundo exemplo, por outro lado, esses morfemas expressam a finalidade do evento expresso pelo verbo. Exemplos dessa natureza são comuns em Wapichan.

#### Aspecto
A categoria de aspecto diz respeito às diferentes maneiras pelas quais se vê a constituição temporal interna de uma situação. Diferentemente da categoria de tempo que situa o momento do evento em relação ao momento do enunciado, a categoria de aspecto leva em conta a duração temporal e classicamente distingue os aspectos perfeito e imperfeito que, respectivamente, assinalam evento ou estado concluído e evento ou estado com certa duração, sem referir aos limites desse evento ou estado. Dois aspectos relacionados à extensão do evento ou estado são marcados morfologicamente em Wapixana.

##### Aspecto Contínuo
O aspecto contínuo expressa continuidade, duração do evento ou estado. Em Wapixana, ele é marcado pelo morfema -p.
| Frase em Wapichana | Tradução em Português      |
| ------------------ | -------------------------- |
| pɨtɨʐpan           | tu estás bebendo           |
| ʐɨnnau sakantapan  | as mulheres estão sentadas |

O quadro ilustra o emprego do morfema de aspecto contínuo. O primeiro exemplo demonstra o emprego desse morfema em um evento e o segundo exemplo ilustra continuidade de estado. 
De forma inversa o morfema -aːn expressa ação interrompida ou intermitente.
| Frase em Wapichana                         | Tradução em Português                      |
| ------------------------------------------ | ------------------------------------------ |
| auna auniː ũkubawapaːnan wɨn kawautiɲan iɖ | eu não vou pescar porque está chovendo     |
| ũniʐubaːnan kanɨʐbiʔi                      | vou espremer a massa da mandioca no tipiti |

No primeiro exemplo, o morfema de aspecto -aːn expressa ação interrompida; enquanto, no segundo, ele expressa ação intermitente.

### Sentenças

#### Ordem da frase e alinhamento
A ordem básica do Wapichana é a SV(O), sendo S o sujeito, V o verbo e O o objeto.
| Frase em Wapichana        | Tradução em Português | Ordem |
| ------------------------- | --------------------- | ----- |
| waɨnau watuman paɽakaɽi   | nós fazemos caxiri    | SVO   |
| maɽɨnau kɨnuɨtiɲan kaiman | o pajé canta bem      | SV    |

### Sufixos uapixana
Sufixos capazes de converter um nome dependente em nome independente ou vice-versa:
| Wapixana | Glosa             |
| -------- | ----------------- |
| -i       | independentizador |
| -ni, -ɻi | dependentizadores |

Sufixos nominais:
| Wapixana  | Glosa            |
| --------- | ---------------- |
| -naʊ      | plural           |
| -ii       | locativo         |
| -i-ti     | alativo (“para”) |
| -i-ki     | ablativo (“de”)  |
| -ʔa       | em, sobre        |
| -ta, -ana | ao longo de      |
| -dani     | diminutivo       |
| -ɨ        | líquido          |

Relacionadores:
| Wapixana               | Glosa                           |
| ---------------------- | ------------------------------- |
| -ʔa-ti                 | para (beneficiário, direcional) |
| -idi, -iɟaʔan          | com (instrumental)              |
| -tima                  | com (comitativo)                |
| -dikiniʔ-ii            | por causa de                    |
| -ʔai                   | de (separativo)                 |
| -paawa-ʔa              | em cima de                      |
| -waranɨ                | embaixo de                      |
| -da-nʊma               | na beira de                     |
| -naɻʊ-ii               | dentro de                       |
| -baʊkʊ                 | dentro de (água)                |
| -ʃaawata, kawana-ʔati  | através de, por                 |
| -kanaapɨ-ii, paʔinamɨn | em frente de                    |
| -dawɨn-ii              | atrás de                        |
| -daawa-ii, -daɻaba-ii  | ao lado de                      |
| -sakoda-ii, -bii-ʔa    | entre, no meio de               |

Alguns sufixos verbais:
| Wapixana            | Glosa                            |
| ------------------- | -------------------------------- |
| -kida, -dana, -pana | causativo                        |
| -aaka               | recíproco                        |
| -nii                | futuro, potencial                |
| -ʔaka               | passado, perfectivo              |
| -naa                | já, agora                        |
| -n(i)               | subordinativo, progressivo       |
| -aan                | não-contínuo                     |
| -ɨ                  | iterativo (repetidamente)        |
| -ʔaɻʊʊ              | desiderativo (querer)            |
| -in / -i͂i͂           | reflexivo                        |
| -kaʊ                | passivo                          |
| -ʔana               | intenção (tencionar)             |
| -naka               | completivo                       |
| -ta                 | inceptivo, télico, semelfactivo  |
| -pa                 | permansivo                       |
| -dʊnʊ               | quando (em orações subordinadas) |
| -ɨɻʊ                | habitual                         |
| -kiɻi               | permissivo (“deixe que...!”)     |

Adjetivizadores e nominalizadores:
| Wapixana              | Glosa                      |
| --------------------- | -------------------------- |
| ka-                   | positivo                   |
| -ʔʊ(ra), -ɻiwɨ / -ɻiʊ | nominalizador: agente      |
| -kina, -ribai         | nominalizador: instrumento |
| -ka-rɨ                | particípio presente        |
| ma-                   | negativo                   |
| -nii, -(m)iki         | nominalizador: paciente    |
| -kiɻ(a)i              | nominalizador: lugar       |
| -ka-riwai             | particípio passado         |

## Vocabulário e Comparação lexical

### Áudios em Wapichana
Ao lado, há o Podcast na voz de Joice Wapichana para a #VacinaParente do Conselho Indígena de Roraima. Esse projeto tem como intuito informar as comunidades indígenas sobre a pandemia da COVID-19.
Foram produzidos 6 podcasts informativos sobre a importância de tomar a vacina nas línguas Wapichana, Macuxí, Taurepang, Yanomami, Ye’kuana e Wai Wai.
Ao lado, há também, o hino do Estado de Roraima cantado em Wapichana pela Miss indígena e influencer Mari Wapixana, acompanhada de seu pai.
Por fim, há também um registro de dança tradicional Wapishana acompanhada de uma música na língua Wapishana. O grupo registrado é de Karaudarnau, uma aldeia indígena Wapishana na região próxima ao Rio Rupununi, na Guiana.

### Numerais em Wapichana
| 1  | baiadap              | 13 | dikǐnierdawakedib          |
| 2  | yaitam               | 14 | pamiadatonkinwakedǐb       |
| 3  | dǐkǐněrda            | 15 | baiadapkedǐb               |
| 4  | pamiadatonkín        | 16 | baiadapbaulauwakedǐb       |
| 5  | bakaiěrda            | 17 | yaitambaulauwakedib        |
| 6  | baiadapbakǐnět       | 18 | dǐkǐniěrdabaulauwakedǐb    |
| 7  | yaitambakǐnět        | 19 | pamiadatonkínbaulauwakedǐb |
| 8  | dikǐnierdabakǐnět    | 20 | baiadapidǐan               |
| 9  | pamiadatonkǐnbakǐnět | 21 | baiadapbaulaupǐdǐanipě     |
| 10 | baukuka              | 30 | baiadapǐdǐanbaukuka        |
| 11 | baiadapwakedǐb       | 40 | yaitampǐdǐan               |
| 12 | yaitamwakedib        |    |                            |

O numeral cinco, bakaierda, constitui-se dos formativos ba, kai ‘mão’ e erda, partícula usada na formação de comparativo. Seis é constituído da forma correspondente a um e a forma correspondente a cinco. Sete é da forma correspondente a dois em conjunto com a forma que designa cinco e assim por diante até o numeral nove. 
A primeira sílaba de dez, bau, designa grupo quando aplicada a árvore, mas o significado da sequência kuka não é conhecido. Onze envolve a forma correspondente a um e a forma wakedǐb ‘meus pés’, esse mesmo padrão segue até o numeral quatorze. Quinze compreende a forma designadora de um mais kedǐb ‘pé’ (esta compreendendo dez). Dezesseis é a combinação da forma relativa a um combinada com a palavra baulau ‘outro’ e a wakedǐb ‘meus pés’; esse padrão se estende até dezenove. 
Vinte é a combinação da forma baiadap ‘um’ e pidian ‘pessoa’, com elisão de um dos dois pp. Vinte e um corresponde a baiadap ‘um’, baulau ‘outro’, pidian ‘pessoa’ e ipe ‘todo’. Trinta corresponde à combinação das formas relativas a vinte e dez. Quarenta corresponde à forma yaitam ‘dois’ em conjunto com a palavra pǐdǐan ‘pessoa’. Para números acima de quarenta, os Wapichana usam ilib ‘muitos’, esse sistema, porém não é usado para números mais altos.
Os Wapixana não possuem formas correspondentes a ordinais e que a única forma correspondendo à fração do todo por eles empregada é badaii ‘metade’ ou ‘meio’. Os Wapixana contam o tempo com base nos sóis passados: dois dias são dois sóis, três dias são três sóis e assim por diante.

### Exemplos de frases em Wapichana
Kaimenkidkary - Saudações.
| Transcrição em Wapichana | Tradução para o Português |
| --- | --- |
| (Odamir) - Kaimen pygary? (Jucineide) - Uu, kaimen. (Odamir) - Kaimen pygary? (Jucineide) - Aunaa, aunaa unkaimenan. (Jucineide) - Muruta. (Odamir) - An'ain. (Jucineide) - Sakanata. (Odamir) - An'ain. (Jucineide) - Kaimen pygary? (Odamir) - Uu, kaimen. Pygary man? (Jucineide) - Ungary kaimen kapam. (Jucineide) - Ziu pygary? (Odamir) - Uu, ziu ungary. (Jucineide) - Na'apadii pygary? (Odamir) - Ungary kaimen. (Jucineide) - Kaimen pygary? (Odamir) - Maskayda'y. (Jucineide) - Kaimen pygary? (Odamir) - Aunaa, unkaimenaimenan (Odamir) - Unkiwen naa. (Jucineide) - An'ain, maku Tuminkery tym. | (Odamir) - Você está bem? (Jucineide) - Sim, estou bem. (Odamir) - Você está bem? (Jucineide) - Não, não estou bem. (Jucineide) - Entre. (Odamir) - Sim. (Jucineide) - Sente-se. (Odamir) - Sim. (Jucineide) - Você está bem? (Odamir) - Sim, estou bem. E você? (Jucineide) - Estou bem também. (Jucineide) - Você está com saúde? (Odamir) - Sim, estou com saúde. (Jucineide) - Como está você? (Odamir) - Estou bem. (Jucineide) - Você está bem? (Odamir) - Um pouco. (Jucineide) - Você está bem? (Odamir) - Não, estou mais ou menos. (Odamir) - Eu já vou. (Jucineide) - Certo, vá com Deus. Até mais. – Sim, até mais |

Na’apam py yy? - Como é teu nome?
| Transcrição em Wapichana | Tradução para o Português |
| --- | --- |
| (Zeimar) - Na'apam py yy? (Odamir) - Un yy Odamir. Pygary man? (Zeimar) - Un yy Zeimar. (Odamir) - Kaimen. (Zeimar) - Na'apadii py yy? (Odamir) - Un yy Odamir. Na'apadii pydakutkau? (Zeimar) - Undakutkau Zeimar. (Zeimar) - Kandii pygary? (Odamir) - Ungary Odamir. (Zeimar) - Kandii yryy? (Odamir) - Yryy undary. (Zeimar) - Na'apadii y yy? (Odamir) - Y yy Paulo. (Zeimar) - Kandii uruu? (Odamir) - Uruu undaru. (Zeimar) - Na'apadii u yy? (Odamir) - U yy Rosalina. | (Zeimar) - Como é seu nome? (Odamir) - Meu nome é Odamir. Como você se chama? (Zeimar) - Me chamo Zeimar. (Zeimar) - Quem é você? (Odamir) - Eu sou Odamir. (Zeimar) - Quem é ele? (Odamir)- Ele é o meu pai. (Zeimar) - Como é o nome dele? (Odamir) - O nome dele é Paulo. (Zeimar) - Quem é ela? (Odamir) - Ela é minha mãe. (Zeimar) - Como é o nome dela? (Odamir) - O nome dela é Rosalina. |

Na’itim pymakun? - Aonde vai?
| Transcrição em Wapichana | Tradução para o Português |
| --- | --- |
| (Nilzimara) - Na'atim pymakun? (Odamir) - Unmakun Kuwai Pyry it. (Nilzimara) - Na'apainim pikiwen? (Odamir) - Aizii'u nii unkiwen. (Nilzimara) - Na'apainim pikiwen? (Odamir) - Aizii'u nii unkiwen. (Nilzimara) - Na'apainim pikiwen? (Odamir) - Waikien'an unkiwen. (Nilzimara - Na'itim ynau makun? (Odamir) - Waynau makun zakap it. (Nilzimara - Na'itim pymakun? (Odamir) - Unmakun undap it. (Nilzimara) - Pymakun nii pydap it? (Odamir) - Uu, unmakun nii undap it. | (Nilzimara) - Aonde você vai? (Odamir)- Estou indo para Boa Vista. (Nilzimara) - Quando você volta? (Odamir) - Volto hoje. (Nilzimara) - Quando você vai para casa? (Odamir) - Vou para casa hoje. (Nilzimara) - Quando você vai para casa? (Odamir) - Vou para casa amanhã. (Nilzimara) - Aonde vocês vão? (Odamir) - Nós vamos para a roça. (Nilzimara) - Aonde você vai? (Odamir) - Vou para minha casa. (Nilzimara) - Você vai para sua casa? (Odamir) - Sim, eu vou para minha casa. |

Nik na’ik tyz - Comer e beber.
| Transcrição em Wapichana | Tradução para o Português |
| --- | --- |
| (Jucineide) - Pyzamazi? (Líndia) - Uu, unzamazi. (Jucineide) - Pinikeyzuu u‟i? (Líndia) - Uu, unnikeyzuu. (Jucineide) - Pyarupazuu kupay da'y? (Líndia) - Uu, unarupazuu kupay da'y. (Jucineide) - Pidizuayzuu tabuchi? (Líndia) - Uu, undizuazuu. (Jucineide) - Pidizuayzuu kaiwera? (Líndia) - Uu, undizuazuu. (Jucineide) - Pidizuayzuu taaxu? (Líndia) - Uu, undizuazu . (Jucineide) - Pymaradaku? (Líndia) - Uu, unmaradaku. (Jucineide) - Pytyzazuu wyn? (Líndia) - Uu, untyzazuu wyn. (Jucineide) - Piaiap wyn? (Líndia) - Uu, unaiap. (Líndia) - Kainha'a wyn na'ii? (Jucineide) - Uu, kainha'a. (Líndia) - Kainha'a wyn pydap ii? (Jucineide) - Uu, kainha'a. (Jucineide) - Pytyzazuu syyz kumkudkariwei? (Líndia) - Uu, untyzazuu. | (Jucineide) - Você tem fome? (Líndia) - Sim, tenho fome. (Jucineide) - Você come farinha? (Líndia) - Sim, eu como farinha. (Jucineide) - Você come peixe? (Líndia) - Sim, eu como peixe. (Jucineide) - Você come caju? (Líndia) - Sim, eu como. (Jucineide) - Você come cana? (Líndia) - Sim, eu como. (Jucineide) - Você come taxi? (Líndia) - Sim, eu como. (Jucineide) - Você tem sede? (Líndia) - Sim, eu tenho sede. (Jucineide) - Você bebe água? (Líndia) - Sim, eu bebo água. (Jucineide) - Você quer água? (Líndia) - Sim, eu quero. (Líndia) - Tem águe lá? (Jucineide) - Sim, tem. (Líndia) - Tem água na sua casa? (Jucineide) - Sim, tem. (Jucineide) - Você bebe bebida de banana? (Líndia) - Sim, eu bebo. |

Wakaydinkiz - Nosso trabalho.
| Transcrição em Wapichana | Tradução para o Português |
| --- | --- |
| (Odamir) - Na'itim pymakun? (Jucineide) - Unkaydinha'a nan. (Odamir) - Na'iam pykaydinhan? (Jucineide) - Un zakapyn it. (Odamir) - Mynapu pyzakapyn? (Jucineide) - Uu, mynapu. (Odamir) - Kanun pyxa'apapan? (Jucineide) - Unpaupan kanakada. (Jucineide) - Kanun pykaydinkiznii aizii? (Odamir) - Chikieazun unkamichan. (Jucineide) - Kaniribi pykamichan? (Odamir) - Uu, kaniribi unkamichan. (Jucineide) - Na'iam nii pichikean pykamichan? (Odamir) - Unchikean nii wa'uz ii. | (Odamir) - Aonde você vai? (Jucineide) - Vou trabalhar. (Odamir) - Aonde você trabalha? (Jucineide) - Trabalho na minha roça. (Odamir) - É longe, tua roça? (Jucineide) - Sim, é longe. (Odamir) - O que você está fazendo? (Jucineide) - Vou plantar maniva. (Jucineide) - O que é teu trabalho hoje? (Odamir) - Vou lavar minha roupa. (Jucineide) - Sua roupa está suja? (Odamir) - Sim, minha roupa está suja. (Jucineide) - Onde lava sua roupa? (Odamir) - Lavo minha roupa no igarapé. |

Iriben nau - Os Parentes.
| Transcrição em Wapichana | Tradução para o Português |
| --- | --- |
| (Odamir) - Kandii tawyryy daunaiuraz? (Nilzimara) - Yryy undaiary. (Odamir) - Na'apadii pydaiary yy? (Nilzimara) - Y yy Aumerino. (Nilzimara) - Kandii tauruu zynabaz? (Odamir) - Uruu undaiaru. (Nilzimara) - Na'apadii pydaiaru yy? (Odamir) - U yy Eomina Lourenço. (Nilzimara) - Na'apaydayn pydainhau? (Odamir) - Bakaiayda'y: idikinhayda'y daunaiur, diaytam zyn. (Nilzimara) - Na'apadii in yy? (Odamir) - In yy Deni, Odalene, Ocilene, Denilson, na'ik Edilson. | (Odamir) - Quem é aquele homem? (Nilzimara) - Ele é meu marido. (Odamir) - Qual é o nome do teu marido? (Nilzimara) - O nome dele é Aumerino. (Nilzimara) - Quem é aquela mulher? (Odamir) - Ela é minha esposa. (Nilzimara) - Qual é o nome da tua esposa? (Odamir) - O nome dela é Eomina Lourenço. (Nilzimara) - Quantos filhos você tem? (Odamir) - Cinco: três homens, duas mulheres. (Nilzimara) - Quais são os nomes deles? (Odamir) - Os nomes deles são: Deni, Odalene, Ocilene, Denilson, e Edilson. |

| Transcrição em Wapichana | Tradução para o Português |
| --- | --- |
| (Nilzimara) - Dukuzyynaa pygary? (Odamir) - Uu, dukuzyynaa ungary. (Nilzimara) - Na'apaydayn putakannau? (Odamir) - Kainha'a dikinhayda'y untakannau. (Nilzimara) - Na'apaydayn py wynyn? (Odamir) - Un wynyn diaytam pidian nanaa. (Nilzimara) - Pytyniz João, na'apaydayn y wynyn? (Odamir) - Untyniz João, idikinhayda'y pidian nanaa y wynyn. (Nilzimara) - Pydawychan Pedro, na'apaydayn y wynyn? (Odamir) - Undawychan Pedro, baydap pidian nanaa y wynyn. | (Nilzimara) - Você é avô? (Odamir) - Sim, sou avô. (Nilzimara) - Quantos netos tem? (Odamir) - Tenho três netos. (Nilzimara) - Quantos anos você tem? (Odamir) - Tenho 40 anos. (Nilzimara) - Teu irmão mais velho, João, quantos anos tem? (Odamir) - Meu irmão mais velho, João, tem 60 anos. (Nilzimara) - Teu irmão mais novo, Pedro, quantos anos tem? (Odamir) - Meu irmão mais novo, Pedro, tem 20 anos. |

| Transcrição em Wapichana | Tradução para o Português |
| --- | --- |
| (Ana) - Na'apaydayn pymaskunid wynyn? (Odamir) - Unmaskunid baydap pidian nanaa uwynyn. (Ana) - Na'apaydayn pydawychan wynyn? (Odamir) - Undawychan, bakaiada'y uwynyn. (Odamir) - Ana, na'apaydayn puwynyn? (Ana) - Bakaiada'y wakidiben it unwynyn. (Odamir) - Na'apaydayn pytyniz wynyn? (Ana) - Untyniz, idikinhayda'y bakayn it wakidiben it. (Odamir) - Na'apaydayn pydawychan wynyn? (Ana) - Undawychan, baukuuka'y ywynyn. | (Ana) - Tua irmã mais velha, quantos anos tem? (Odamir) - Minha irmã mais velha tem 20 anos. (Ana) - Tua irmã mais nova, quantos anos tem? (Odamir) - Minha irmã mais nova tem 5 anos. (Odamir) - Ana, quantos anos você tem? (Ana) - Tenho 15 anos. (Odamir) - Quantos anos tem teu irmão mais velho? (Ana) - Meu irmão mais velho tem 18 anos. (Odamir) - Quantos anos tem teu irmão mais? (Ana) - Meu irmão mais novo tem 10 anos. |

Ziu - Saúde.
| Transcrição em Wapichana | Tradução para o Português |
| --- | --- |
| (Jucineide) - Ziu pygary? (Líndia) - Aunaa. Unkarinhan. (Jucineide) - Kanun id? (Líndia) - Aunaa unaichipan. (Jucineide) - Karinha'u pygary? (Líndia) - Uu, karinha'u ungary. (Jucineide) - Puzuway kaziwen? (Líndia) - Uu, unzuway kaziwen. (Jucineide) - Pydaku kaziwen? (Líndia) - Aunaa, aunaa undaku kaziwen. (Jucineide) - Pygary zakarichan? (Líndia) - Aunaa, aunaa zakarichan. (Jucineide) - Pygary zizipen? (Líndia) - Aunaa, aunaa zizipen. (Jucineide) - Pygary zakatan? (Líndia) - Uu, unzakatan. | (Jucineide) - Você tem saúde? (Líndia) - Não. Estou doente. (Jucineide) - De que? (Líndia) - Não sei. (Jucineide) - Você está doente? (Líndia) - Sim, estou doente. (Jucineide) - Tem dor de cabeça? (Líndia) - Sim, tenho dor de cabeça. (Jucineide) - Tem dor de dente? (Líndia) - Não, não tenho dor de dente. (Jucineide) - Você está gripado? (Líndia) - Não, não estou gripado. (Jucineide) - Você tem disenteria? (Líndia) - Não, não tenho disenteria. (Jucineide) - Você tem febre? (Líndia) - Sim, tenho febre. |

Tuminhapkizai - Escola.
| Transcrição em Wapichana | Tradução para o Português |
| --- | --- |
| (Nilzimara) - Pygary makunnii tuminhapkizei it? (Zeimar) - Uu, ipei kamuu unmakun tuminhapkizei it. (Nilzimara) - Kanun pyxa'apata na'ii? (Zeimar) - Untuminpen. (Nilzimara) - Pytuminpen wapichan dia'an uu karaiwe dia'an? (Zeimar) - Suu, karaiwe dia'an. (Nilzimara) - Wapichan dia'an aunaa? (Zeimar) - Mazan bauran wyn watuminpennii wapichan dia'an. (Nilzimara) - Kandii tuminhapkii ynau? (Zeimar) - Tuminhapkidiainhau tuminhapkii waynau. (Nilzimara) - Na'am dii kamuu pumakun tuminhapkizei it? (Zeimar) - Unmakun sakichap kamuu dayna'an. Baurainhau chapi'ik na'ik baurainhau aiweka'an. | (Nilzimara) - Você vai à escola? (Zeimar) - Sim, vou à escola todo dia. (Nilzimara) - O que você faz lá? (Zeimar) - Eu aprendo. (Nilzimara) - Você aprende em wapichana ou em português? (Zeimar) - Só em português. (Nilzimara) - Em wapichana não? (Zeimar) - Mas no outro ano vamos aprender em wapichana. (Nilzimara) - Quem ensina vocês? (Zeimar) - Os professores nos ensinam. (Nilzimara) - A que horas você vai à escola? (Zeimar) - Vou a tarde. Outros vão de manhã e outros à noite. |

Baiaytkary - Caça.
| Transcrição em Wapichana | Tradução para o Português |
| --- | --- |
| (Kukui) - Tuuxi, paunaryaba Tupanyaba. (Tupanyaba) - Dinha'a'a, Kukui. Murut. Sakanat. Kanum piaipen? (Kukui) - Undapadan pygary wabaiaytanakkiz kanuku ii aizii. (Tupanyaba) - An'ain, unmakun nii pygary tym. (Kukui) - Unna'akannii unmukuwan na'ik arimerakanau. (Tupanyaba) - Kaimen. Kanum waba'ian nii? (Kukui) - Sukury na'ik bakyry. Wamaku'naa! (Tupanyaba) - An'ain. Wamaku'naa! | (Kukui) - Olá, parente Tupanyaba. (Tupanyaba) - Oi, Kukui. Entra. Senta-te. O que você quer? (Kukui) - Eu convido você a caçar no mato hoje. (Tupanyaba) - Então, vou com você. (Kukui) - Vou levar minha espingarda e os cachorros. (Tupanyaba) - Bem. O que vamos matar? (Kukui) - Cutia e catitu. Vamos! (Tupanyaba) - Certo. Vamos! |

Kubawyapkary - Pescaria.
| Transcrição em Wapichana | Tradução para o Português |
| --- | --- |
| (Duwiid) - Pukudaanaa, yakuu? (Waiauri) - Uu, pukudaanaa. (Duwiid) - Unwa'atin pidia'at, yakuu. (Waiauri) - Na'apam? (Duwiid) - Wakubawyapanaka. (Waiauri) - An' ain. Na'aim? (Duwiid) - Arimeraka bauk ii. (Waiauri) - Sakuta'u man muku kupay na'ii? (Duwiid) - Uu, iribe'u katyzyd sakutan. (Waiauri) - Mixi'u, uu pumaridinhan? (Duwiid) - Mixi'u kaiwyryy, yakuu. (Waiauri) - Kaimen, wamaku'naa. Unna'akan nii dazuwan ty'yz. | (Duwiid) - Você acordou bem, cunhado? (Waiauri) - Sim, acordei bem. (Duwiid) - Eu vim com você, cunhado. (Waiauri) – Por quê? (Duwiid) - Nós vamos pescar. (Waiauri) - Certo. Aonde? (Duwiid) - No "Poço do Cachorro‟. (Waiauri) - Será que está pegando muito peixe lá? (Duwiid) - Sim, está pegando muito mandi. (Waiauri) - É verdade, ou você está mentindo? (Duwiid) - É verdade, cunhado. (Waiauri) - Está bom, vamos. Vou levar minha darruana grande. |

Parakari - Pajuaru.
| Transcrição em Wapichana | Tradução para o Português |
| --- | --- |
| (Suzaz) - Kaimen pygary? (Warynyaba) - Uu, kaimen. (Suzaz) - Kanum pyxa'apapan? (Warynyaba) - Untumpan parakari. (Suzaz) - Kandinii putuman parakari? (Warynyaba) - Unmanury'yzun. (Suzaz) - Kanum pyxa'apata'azun? (Warynyaba) - Unparada'zun unzakapyn nii. (Suzaz) - Tybary'u piriwyn? (Warynyaba) - Aunaa, maskayda'y. (Suzaz) - Kibiayzu piriwyn? (Warynyaba) - Uu. (Suzaz) - Unwa'atin nii untyza'anan. (Warynyaba) - An 'ain. (Suzaz) - Atii yryy dun. (Warynyaba) - Kaimen. | (Suzaz) - Você está bem? (Warynyaba) - Sim, estou bem. (Suzaz) - O que você está fazendo? (Warynyaba) - Estou fazendo pajuaru. (Suzaz) - Porque está fazendo pajuaru? (Warynyaba) - Quero fazer ajuri. (Suzaz) - O que você quer fazer? (Warynyaba) - Quero brocar minha roça. (Suzaz) - É muito, tua bebida? (Warynyaba) - Não, é pouco. (Suzaz) - É forte tua bebida? (Warynyaba) - Sim. (Suzaz) - Eu vou tomar. (Warynyaba) - Certo. (Suzaz) - Até mais. (Warynyaba) - Está bom. |

Manurykary - Ajuri.
| Transcrição em Wapichana | Tradução para o Português |
| --- | --- |
| (Tanamai) - Tuuxi, paunary. (Waiauri) - Dinha'a'a, murut. (Tanama) - Unmanuryzun aizii. (Waiauri) - Kanum pyxa'papazun? (Tanamai) - Unbarupazun. (Waiauri) - Kaimen, untyzazun miixi. (Tanamai) - Wamaku'naa, watyzakakiz parakari maskayda'y. (Waiauri) - Tii naa. (Tanamai) - Na'itiz wariwyn, paunary. (Waiauri) - Aizii tyryy, paunary. (Tanamai) - Kaimen, wamaku'naa uniribennau. (Waiauri) - Da'au wyryy pybarutannyz? (Tanamai) - Uu, wabarupa'anaa. (Waiauri) - Aizii tyryy. (Tanamai) - Uu, tyryy manawyn. | (Tanamai) - Olá, parente. (Waiauri) - Oi, entra. (Tanama) - Quero fazer ajuri hoje. (Waiauri) - O que você quer fazer? (Tanamai) - Quero derrubar. (Waiauri) - Ótimo, quero mesmo tomar caxiri. (Tanamai) - Então vamos, vamos tomar um pouco de caxiri. (Waiauri) - Vamos. (Tanamai) - Embora tomar nossa bebida, parente. (Waiauri) - Agora está bom, parente. (Tanamai) - Está bom; vamos, parentes. (Waiauri) - Isto aqui é para derrubar? (Tanamai) - Sim, vamos derrubar. (Waiauri) - Agora está bom. (Tanamai) - Sim, agora está muito bom |

Mazidiakary - Casamento.
| Transcrição em Wapichana | Tradução para o Português |
| --- | --- |
| (Waryzu) - Tuuxi, Sybyraba. Pyda'awynnaa? (Sybyraba) - Aunaa zii unda'awyn, Waryzu. (Waryzu) - Na'apauram pykywaa? (Sybyraba) - Unwa'atin pidia'at. (Waryzu) - Na'apam xa'atii? (Sybyraba) - Unaichapa'azun pyai wamazidian nii uu aunaa? (Waryzu) - Uu, wamazidian nii. (Sybyraba) - Aizii kaimen unnhykynyy! (Waryzu) - Waikenan unturianan waxaapayz nii. (Sybyraba) - Kaimen, undaiarysud. | (Waryzu) - Olá, Sybyraba. Você está dormindo? (Sybyraba) - Eu ainda não estou dormindo, Waryzu. (Waryzu) - Qual é sua novidade? (Sybyraba) - Eu vim com você. (Waryzu) - Como assim? (Sybyraba) - Eu quero saber de você se nós vamos casar ou não. (Waryzu) - Sim, Nós vamos casar. (Sybyraba) - Hoje meu coração está alegre! (Waryzu) - Amanhã eu vou preparar nossas coisas. (Sybyraba) - Está bom, meu maridinho. |

Tinhapkary - Fio de algodão.
| Transcrição em Wapichana | Tradução para o Português |
| --- | --- |
| (Ana) - Tuuxi, chakaruu. (Cleide) - Dinha'a'a. Murut, tyz xibiisud. (Ana) - Chakaruu, unwa'atin wyryy pidia'at. (Cleide) - Kanum piaipen? (Ana) - Unaipen pitinhan. (Cleide) - Kanum nii piaipen? (Ana) - Untinha'azun kinharid. (Cleide) - Putuma'zun unaichapan zamak? (Ana) - Uu! Unximek kyzyta'kan. (Cleide) - Kaimen, untan nii py'at. Mazan waikenan pywanakanyz? (Ana) - An 'ain, unkiwen naa, atii waikenan. | (Ana) - Olá, cunhada. (Cleide) - Oi. Entra, bebe um pouco de chibé. (Ana) - Cunhada, eu vim com você. (Cleide) - O que você quer? (Ana) - Eu quero seu fio de algodão. (Cleide) - Para que você quer? (Ana) - Eu quero afiar algodão. (Cleide) - Você quer fazer rede? (Ana) - Sim! Pois a minha rede rasgou. (Cleide) - Pois bem, vou dá-lo para você. Mas amanhã você vem deixar? (Ana) - Certo, eu já vou, até amanhã. |

Xakatkary daya’u - Nascimento.
| Transcrição em Wapichana | Tradução para o Português |
| --- | --- |
| (Pimydyaba) - Tuuxi. Kaimen, Pa'achiaa? (Pa’achiaa) - Dinha'a'a. Murut, sakanat, Pimydyaba. (Pimydyaba) - Na'apdii pygary, Pa'achiaa? (Pa’achiaa) - Kaimen padamata, mazan kaziwe'annaa untuba. (Pimydyaba) - Pykaydanpe'zun naa? (Pa’achiaa) - Na'ap man, mynymyny'naa ysakadinhan kaziwen. (Pimydyaba) - Kandii kaminkeytazun nii pygary? (Pa’achiaa) - Aunaa unaichipan. (Pimydyaba) - Undapandan nii pydaiary. (Pa’achiaa) - Pumakunaka kadimen. (Pimydyaba) - Kaimen, unmakunnaa. | (Pimydyaba) - Olá. Está bem, Pa‟achiaa? (Pa’achiaa) - Oi. Entra, senta, Pimydyaba. (Pimydyaba) - Como está você, Pa‟achiaa? (Pa’achiaa) - Eu estou quase bem, mas minha barriga está com dor. (Pimydyaba) - Você já quer ter nenê? (Pa’achiaa) - Eu acho, pois desde ontem que já está com dor. (Pimydyaba) - Quem vai ajudar você? (Pa’achiaa) - Não sei. (Pimydyaba) - Vou chamar teu marido. (Pa’achiaa) - Vá logo, rápido. (Pimydyaba) - Pois bem, já vou. |

Sawarauapkary - Caxiri.
| Transcrição em Wapichana | Tradução para o Português |
| --- | --- |
| (Mariuaba) - Tuuxi, chakaruu Missuaba. (Missuaba) - Dinha'a'a, chakaruu Mariuaba. (Mariuaba)- Kaimen, chakaruu? (Missuaba) - Uu, kaimen. Sakantap. Na'apam pykywaa? (Mariuaba) - Unwa'atin unpixa'anan pygary, chakaruu Misuaba. Piaichap putuman sawarau? (Missuaba) - Uu, unaichap untuman sawarau. (Mariuaba) - Tyryy pumakunkan waikenan undap ii, putuminhapkidiankan ungary? (Missuaba) - Uu, tyryy. (Mariuaba) - Xa'apanymka'yan undaiary naydap patyzan sawarau, mazan aunaa unaichapan untuman. (Missuaba) - Mixi'u ka'yan waikenan unmakun nii untuminhap kidia'an pygary. (Mariuaba) - Kaimen, unzaydapan nii pygary, aizii unkiwennaa. (Missuaba) - An'ain, atii waikenan. | (Mariuaba) - Olá, cunhada Missuaba. (Missuaba) - Oi, cunhada Mariuaba. (Mariuaba) - Você está bem, cunhada? (Missuaba) - Sim, estou bem. Entra. Qual a sua notícia? (Mariuaba) - Eu vim pergunta você, cunhada Misuaba. Você sabe fazer caxiri? (Missuaba) - Sim, eu sei fazer caxiri. (Mariuaba) - Você pode ir na minha casa amanhã, me ensinar? (Missuaba) - Sim, eu posso. (Mariuaba) - É que meu marido gosta de beber caxiri, mas eu não sei fazer. (Missuaba) - Certo, sim, vou amanhã ensinar você. (Mariuaba) - Pois, espero você, agora já vou. (Missuaba) - Está bem, até amanhã. |

Marynau - O Pajé.
| Transcrição em Wapichana | Tradução para o Português |
| --- | --- |
| (Puwizbei) - Tuuxi, kunpadi. (Wakary) - Dinha'a'a, kunpadi. (Puwizbei) - Unwa'atin pidia'at, unkadakutinha'anan marynau da'y. (Wakary) - Kaimen kunpadi, tyykii miixi unaipen kywai yryy da'y. (Puwizbei) - Unkiazun pyat, kutyanaa kasarai suu marynau. (Wakary) - Mixiu'u miixi, aunaa unaichipan yryy kasarai kaimena'u. (Puwizbei) - Pykarinhandun pydapada marynau. (Wakary) - An'ain, na'ian ymaxa'apan? (Puwizbei) - Ydap maunap midiykyu ii, kunpadi. (Wakary) - Kaimen, kunpadi. Na'apainin unkarinhandun unmakun nii yryy di it. | (Puwizbei) - Olá, compadre. (Wakary) - Oi, compadre. (Puwizbei) - Eu vim com você, tratar do assunto do pajé. (Wakary) - Pois bem, compadre, eu quero mesmo ouvir a história sobre ele. (Puwizbei) - Eu quero dizer a você, que nos anos passados o remédio era só do pajé. (Wakary) - É mesmo, eu não sabia que esse remédio era bom. (Puwizbei) - Quando você fica doente, chama o pajé. (Wakary) - Pois bem, aonde ele mora? (Puwizbei) - A casa dele é perto de uma serra, compadre. (Wakary) - Está bem, compadre. O dia que eu ficar doente, eu vou lá na casa dele. |

Kynyitinkery - Cantos.
| Transcrição em Wapichana | Tradução para o Português |
| --- | --- |
| (Suwisu) - Tuuxi, Uriduaba. (Uriduaba) - Dinha'a'a, Suwisu. (Suwisu) - Kaimen pupukudan? (Uriduaba) - Uu, kaimen. Na'apdii pykadan aizii? (Suwisu) - Kaimen, aunaa unkarinhan. (Suwisu) - Askii, Uriduaba, unwa'atin pidia'at, unaipen wakynyitinhan aizii? Kaimen? (Uriduaba) - Ayxaa naa muku. (Suwisu e Uriduaba cantando) Xizuri sud kunaynam sudi'u xizuri Xizuri sud unkunaynamdan nii pygary Unkunaynamdan pudukuri sud, pytaba'y, pykytyb. | (Suwisu) - Olá, Uriduaba. (Uriduaba) - Oi, Suwisu. (Suwisu) - Você acordou bem? (Uriduaba) - Sim, estou bem. Como você acordou hoje? (Suwisu) - Bem, eu não estou com fomr. (Suwisu) - Eu vim de repente com você, Uriduaba, eu quero que nós cantemos hoje. Está bem? (Uriduaba) - Então vamos. (Suwisu e Uriduaba cantando) Xilorinho bonitinho, Xilorinho, vou enfeitar você, Vou enfeitar seu peitinho, perna e asa. |

Tyzapkary - Bebendo.
| Transcrição em Wapichana | Tradução para o Português |
| --- | --- |
| (Chizikiaba) - Tuuxi, Summad, kaimen pygary? (Summad) - Uu, kaimen. Na'apan pykywai? (Chizikiaba) - Unkywai, unwa'atin undapada'anan pygary. (Summad) - Kandii nii? (Chizikiaba) - Aizii kainha'a tyzapkary undap ii. (Summad) - Pymanury'yzun, Chizikiaba? (Chizikiaba) - Aunaa, watyzpa'azun karikeunan. (Summad) - Chizikiaba, piriwyn bixua'u, uu kibia'u? (Chizikiaba) - Aunaa, unriwyn bixua'u. Pumakun nii? (Summad) - Uu, unmakun nii, Chizikiaba. (Chizikiaba) - An'ain, kaimen. | (Chizikiaba) - Olá, Summad, você está bem? (Summad) - Sim, estou bem. Quais são suas notícias? (Chizikiaba) - A minha notícia, é que eu vim convidar você. (Summad) - Para que? (Chizikiaba) - Vai ter bebida hoje na minha casa. (Summad) - Você vai fazer ajuri, Chizikiaba? (Chizikiaba) - Não, nós queremos só beber. (Summad) - Chizikiaba, sua bebida é doce, ou é azeda? (Chizikiaba) - Não, a minha bebida é doce. Você vai? (Summad) - Sim, eu vou, Chizikiaba. (Chizikiaba) - Certo, está bem. |

Tu’urutakary - Briga.
| Transcrição em Wapichana | Tradução para o Português |
| --- | --- |
| (Dawyzai) - Pukuda'anaa, paunary? (Chizaakuu) - Uu, pukuda'anaa. (Dawyzai) - Unwa'atin pydia'at, unpixaazun pygary. (Chizaakuu) - Kanum xa'atiz? (Dawyzai) - Mixi'u pyzuiiaytapan ungary mynymyn? (Chizaakuu) - Aunaa unaichapan. Kanum kywaadan? (Dawyzai) - Undaiaru kywaadan. Yryy id unwa'atin unsakichapda'anan waxa'aptakanyz mynymyn. (Chizaakuu) - Aunaa unaichapan, unkixa'atii. (Dawyzai) - Pykadixit na'ik kadimen! Pywa'at undia'at, kadimen, kadimen. Watiweaka'a naa. (Chizaakuu) - Aunaa unkixa'atii, paunary. Aunaa un aichapan. - Pytu'uran un'at wyryy, unpaunary? (Dawyzai) - Uu, untu'uran. Yxa'apanym id kaziu manawyn unnanaa mynyumyny'u dayna'an. (Chizaakuu) - Unpaunary, tyykii untarian pyai. Ydary manawyn pygary. - Marinha'anaa xumanyz paunary. Aunaa pawaa unnaaptan pygary. - Pyzamat unka'y . Yryy itukun, aunaa pawaa watu'urutaakan. | (Dawyzai) - Acordou bem, parente? (Chizaakuu) - Sim, acordei bem. (Dawyzai) - Eu vim perguntar você. (Chizaakuu) - O que houve? (Dawyzai) - É verdade que você me bateu ontem? (Chizaakuu) - Não sei. Quem contou? (Dawyzai) - Minha mulher me contou. Por isso eu vim acertar nossa briga de ontem. (Chizaakuu) - Não sei, eu já disse. (Dawyzai) - Levanta rápido! Vem rápido, rápido! Vamos nos enfrentar! (Chizaakuu) - Já disse, parente. Não sei de nada. - Você está com raiva de mim mesmo, meu parente? (Dawyzai) - Sim, estou bravo. Porque meu corpo está todo dolorido de ontem. (Chizaakuu) - Parente, eu tenho medo de você. Você é muito grande. - Vamos esquecer, parente. Nunca mais faço isso. - Pega minha mão . Só isso, nunca mais vamos brigar. |

Mixidkary - Crenças.
| Transcrição em Wapichana | Tradução para o Português |
| --- | --- |
| ((Zynaa) - Mamaa, tyryy unniken kupay dan? (Mamaa) - Aunaa, zynaa, pykabaixiuiu nii. (Zynaa) - Mamaa, tyryy undizuan naana? (Mamaa) - Aunaa, pykabutan nii tyykii izei pykaxanaryn dun. (Zynaa) - Tyryy unniken wyrad kybaa, mamaa? (Mamaa) - Aunaa, zynaa. (Zynaa) - Kandinii? (Mamaa) - Aunaa, pyawynbara pudidiu nii, unkixa'atiz. (Zynaa) - Mamaa, tyryy unniken syyz xamana? (Mamaa) - Aunaa, kapam. Karikeuman nii pykaydaipen nii xamannau id, zynaa. (Zynaa) - Kandinii aunaa tyryy unzikidinhan unaruupan py'? (Mamaa) - Undan, karikeunan nii pydaiary wa'akan pygary. (Zynaa) - Tyryy undizuan rimun unparakaripen py'? (Mamaa) - Aunaa, undan, piriwyn katama'u nii! | (Zynaa) - Mamãe, posso comer ovo de peixe? (Mamaa) - Não, menina, você vai ter espinha no rosto. (Zynaa) - Mamãe, posso comer abacaxi? (Mamaa) - Não, você vai sangrar muito na primeira menstuação. (Zynaa) - Posso comer fígado de jabuti, mamãe? (Mamaa) - Não, menina. (Zynaa) - Porque? (Mamaa) - Não, já disse, seu rosto vai ficar manchado. (Zynaa) - Mamãe, posso comer bananas gêmeas? (Mamaa) - Também aunaa. Sempre você vai ter filhos gêmeos, menina. (Zynaa) -Porque não posso mudar de lugar quando estou comendo? (Mamaa) - Minha filha, sempre seu marido vai te deixar. (Zynaa) - Posso chupar limão quando estou fazendo caxiri? (Mamaa) - Não, sua bebida vai ficar azeda! |

Tuminhapkary wapichan da’y - Língua wapichan.
| Transcrição em Wapichana | Tradução para o Português |
| --- | --- |
| (Nizuaba) - Kaimen pygary? (Mamiaba)- Uu, kaimen. (Nizuaba) - Na'apam pykywaa? (Mamiaba)- Unwa'atin, unaipen pykaminkeytan ungary wapichana paradan da'y. (Nizuaba) - Na'apam? (Mamiaba)- Na'apam pytykypan wyryy watuminhapkidian kuraiziannau wapichana dia'an? (Nizuaba) - Ungary at, kaimena'u manawyn, aunaakiz inmeanhykynytan na'apam wadukuzynnau kadyz. (Mamiaba)- Miixi, na'ap ungary at, aunaakiz inmyydan pakadyz. (Nizuaba) - Aunaa an watuminhakidian waydainhau paradan wapichana, dinheiti'i aunaa au nii naa watakannau aichipan paradan wapichana. (Mamiaba)- Uu, na'apa'u wyryy! Aizii kaimen na'apa'u wyryy unabata'azunniaz py ai. (Nizuaba) - Kaimen manawyn. | (Nizuaba) - Você está bem? (Mamiaba)- Sim, estou bem. (Nizuaba) - Quais são as suas notícias? (Mamiaba)- Eu vim com você, para você me ajudar na língua wapíchana. (Nizuaba) - Como? (Mamiaba)- Como você está vendo o nosso ensinamento dos alunos em wapichana? (Nizuaba) - Acho que é bom para eles, não esqueceram a tradição dos nossos avós. (Mamiaba)- É verdade, assim para mim também, para eles não esquecerem a tradição. (Nizuaba) - Se nós não ensinamos nossos filhos a falar wapichana, daqui a uns tempos nossos netos não vão saber mais falar. (Mamiaba)- Sim, é isso! Agora está bem, é isso que eu quero ouvir de você. (Nizuaba) - Muito bem. |

### Vocabulário e empréstimos
Abaixo há uma tabela com vocabulário da língua Wapichan e uma comparação com empréstimos lexicais do pemon-kapon (família karib; variedades linguísticas: macusi, taurepang, purukotó, patamoná, akawai) na área alto rio Branco.
| Português                     | Wapixana                          | Pemon-Kapon                   | Comentários                                   |
| ----------------------------- | --------------------------------- | ----------------------------- | --------------------------------------------- |
| casa                          | -dapɨ                             | tapɨi                         | Empréstimo advindo do Pemon para o Wapichana. |
| tabatinga (argila)            | dawa                              | tawa                          |                                               |
| home branco                   | paran-garɨɨ [-garɨɨ “oriundo de”] | -parana-kɨrɨ                  |                                               |
| brasileiro                    | karaiwa                           | karaiwa                       |                                               |
| negro                         | miikʊrʊ                           | mekoro                        | Empréstimo advindo do Pemon para o Wapichana. |
| abano                         | awaribai                          | woriwori                      |                                               |
| agulha                        | akus                              | akusa                         |                                               |
| canoa                         | kanawa                            | kanawa                        |                                               |
| cauim                         | para(ɨ)kari                       | parakari                      |                                               |
| cauim                         | paiwierʊ                          | paiwa / pawaru                |                                               |
| cerca                         | kʊrara                            | kurara                        |                                               |
| chumbo                        | piɻʊʊt                            | piroto                        |                                               |
| dinheiro                      | pɨraata                           | pɨrata                        | Empréstimo advindo do Pemon para o Wapichana. |
| enxada                        | samba                             | sanpa                         | Empréstimo advindo do Pemon para o Wapichana. |
| escravo                       | pʊitʊrɨ                           | poito[-rɨ]                    | Empréstimo advindo do Pemon para o Wapichana. |
| espelho                       | wanamari                          | wanamari                      |                                               |
| espírito                      | kanaɨmɨɨ                          | kanaimɨ                       | Empréstimo advindo do Pemon para o Wapichana. |
| esteira                       | sʊmbara                           | sunpa[-ri]                    |                                               |
| faca                          | marii / marie                     | maria                         |                                               |
| forno                         | pʊtarɨ                            | pɨtaari [pemon]               | Empréstimo advindo do Wapichana para o Pemon. |
| garrafa                       | pʊʊtʊɻɨ                           | potoro                        |                                               |
| lima                          | kɨrɨkɨrɨ                          | kɨrɨkɨrɨ                      | Empréstimo advindo do Pemon para o Wapichana. |
| mar                           | paran                             | parana                        |                                               |
| miçanga                       | kaʃʊrʊ(ʊ)                         | kasuru                        |                                               |
| papel                         | kaarita                           | kareta                        |                                               |
| peneira                       | manari                            | manari                        | Empréstimo advindo do Pemon para o Wapichana. |
| pente                         | paarɨra                           | parɨra                        | Empréstimo advindo do Wapichana para o Pemon. |
| pilão                         | akʊ                               | ako                           |                                               |
| pólvora                       | kʊrapara                          | kurupara                      |                                               |
| camotim                       | kamʊti                            | kamoti                        |                                               |
| prato                         | paraapi                           | parapi                        |                                               |
| prego                         | pʊtʊpʊtʊri                        | putuputuri                    | Empréstimo advindo do Pemon para o Wapichana. |
| ralo                          | tʃimarɨ                           | sumari / tʃimari              | Empréstimo advindo do Pemon para o Wapichana. |
| roupa                         | kamitʃa                           | kamitʃa                       |                                               |
| serrote                       | saasa                             | saka / sawi                   |                                               |
| tábua                         | parãka                            | paranka                       |                                               |
| terçado                       | sʊʊpara                           | supara                        |                                               |
| cão                           | arimaraka                         | arinmaraka                    |                                               |
| mucura                        | jawari                            | jaware                        | Empréstimo advindo do Pemon para o Wapichana. |
| tamanduá-bandeira             | tamanʊa                           | tamanua                       | Empréstimo advindo do Pemon para o Wapichana. |
| tatu-galinha                  | kapaʃi                            | kapaʃi                        |                                               |
| tatu-canastra                 | marʊrʊ                            | mauraimɨ [-imɨ “aumentativo”] |                                               |
| paca                          | ʊran                              | urana                         | Empréstimo advindo do Pemon para o Wapichana. |
| esquilo                       | karitʃʊ                           | kari                          |                                               |
| certo rato                    | adʊrʊm                            | atu                           |                                               |
| caititu                       | bakɨr                             | pakira                        |                                               |
| cariacu (veado)               | arʊ                               | aru                           |                                               |
| veado-mateiro                 | kʊʃara                            | kusari                        |                                               |
| quati                         | kʊ(w)atʃi                         | kuasi                         |                                               |
| lontra                        | saarʊ                             | saro                          | Empréstimo advindo do Pemon para o Wapichana. |
| maracajá                      | wadjaran                          | wairan                        |                                               |
| macaco-prego                  | pʊwatɨ                            | kuwatɨ                        | Empréstimo advindo do Wapichana para o Pemon. |
| peixe-boi                     | apina                             | apina [pemon]                 | Empréstimo advindo do Wapichana para o Pemon. |
| bacurau                       | tʃipiʊ                            | tʃipijau                      |                                               |
| maçarico                      | dʊidʊi                            | matuitui                      | Empréstimo advindo do Pemon para o Wapichana. |
| garça                         | waakara                           | ankra                         |                                               |
| arapapá                       | waakʊ                             | waaku                         |                                               |
| jabiru                        | tararam                           | tararamu                      |                                               |
| pomba-galega                  | wakʊkʊʊ                           | wakukua                       |                                               |
| juruti                        | pada-pada                         | maja                          |                                               |
| cricrió                       | paipaitʃʊ                         | paipaiso                      |                                               |
| pássaro-boi                   | kʊtar                             | kotara-wa                     |                                               |
| araponga                      | parantaraj                        | parantərəj                    |                                               |
| galo-da-serra                 | kawanur                           | kawanaru                      | Empréstimo advindo do Pemon para o Wapichana. |
| mutum                         | pawiʃi                            | pawik                         |                                               |
| jacu                          | maratɨ                            | marasi                        |                                               |
| cujubim                       | kʊtʃʊi / kʊjʊi                    | kujuk                         |                                               |
| uru-do-campo                  | daakari                           | tokoro                        | Empréstimo advindo do Pemon para o Wapichana. |
| anu                           | ʊi                                | wowi                          |                                               |
| urubu                         | anʊ(w)anɨ                         | anwana                        |                                               |
| urubu                         | watʊ                              | watu                          |                                               |
| certo gavião                  | wiirʊma                           | wiruma                        |                                               |
| papa-capim                    | parikwar                          | parikua                       |                                               |
| rouxinol                      | wajʊɻ                             | wajaura                       |                                               |
| cigana                        | ʃiʃirɨ                            | dʒidʒira                      |                                               |
| arara-vermelha                | kʊjari                            | kujari                        | Empréstimo advindo do Pemon para o Wapichana. |
| arara-amarela                 | kaɻara / kaɻarɨ                   | kararawa                      |                                               |
| periquito                     | tʃiɻiki                           | tʃiriki                       |                                               |
| papagaio                      | kaikai                            | kaikai                        | Empréstimo advindo do Pemon para o Wapichana. |
| jacamim                       | namatʃi                           | namai                         |                                               |
| araçari                       | kiiɻɨ                             | kirɨ-ma                       |                                               |
| pipira                        | miʃigaa                           | masikii                       |                                               |
| garrincha-pataqueira          | saʔʊʊ                             | saakoro                       |                                               |
| uirapuru                      | mikʊr-pʊɻaʊtan [< mɨɨkʊr “negro”] | meekro [< mekoro “negro”]     |                                               |
| sabiá-do-campo (Mimus gilvus) | waaʃi                             | wasi                          |                                               |
| mãe-da-chuva                  | pʊipʊi                            | pupuk                         |                                               |
| cunauaru                      | kʊnʊwarʊ                          | kunawa                        |                                               |
| piraíba                       | patʃitʃi                          | patʃitʃi                      |                                               |
| pirarara                      | paraʊrim                          | parura-imɨ [-imɨ aumentativo] | Empréstimo advindo do Pemon para o Wapichana. |
| pacamu                        | bʊkʊbʊkʊin                        | puʔpuku-nmɨ                   | Empréstimo advindo do Pemon para o Wapichana. |
| piracatinga                   | kaniri                            | kanɨiri                       |                                               |
| caparari                      | araram                            | wararama                      |                                               |
| mandi-amarelo                 | katɨɻɨ                            | katɨrɨna                      |                                               |
| mandi-lira                    | ʊrʊdʊda                           | ururu                         |                                               |
| cangati                       | imiɻʊ                             | amira [macusi]                |                                               |
| bagre                         | waramaʃi                          | wiramisi [macusi]             |                                               |
| bacu (doradídeo)              | darɨkɨɻ                           | tarakiru [macusi]             |                                               |
| certo acará                   | ʃawa                              | sawa                          |                                               |
| acará sp.                     | djɨbʊrʊ(wɨ)                       | timuru [macusi]               |                                               |
| acará sp.                     | aɻam                              | arama [macusi]                |                                               |
| arara-açu                     | warʊrʊʊ                           | waruruwa [macusi]             |                                               |
| pescada                       | watʊkʊpa                          | akupa                         |                                               |
| aruanã                        | arʊan                             | arawana                       |                                               |
| peixe-agulhão                 | mʊrʊi                             | muruwi                        |                                               |
| trairão                       | atʃimara                          | aimara                        | Empréstimo advindo do Pemon para o Wapichana. |
| jeju-do-lavrado               | karaaʃai                          | karasai                       |                                               |
| jeju sp.                      | wajʊʔamari                        | wajomari                      |                                               |
| aracu sp.                     | kamɨnari                          | kamɨijari                     |                                               |
| aracu-pintado                 | kʊwan                             | kuwan                         |                                               |
| pacu sp.                      | waitaʊ                            | waitau                        | Empréstimo advindo do Pemon para o Wapichana. |
| piaba sp.                     | kʊrʊrɨ                            | kururu                        |                                               |
| muçum                         | aramʊrʊ                           | aramu                         |                                               |
| arraia                        | djɨbɨrɨ                           | tʃiiparik                     |                                               |
| saúva sp.                     | tʃiriparɨ                         | tʃiriparak                    |                                               |
| abelha sp.                    | warɨn                             | warɨnau                       |                                               |
| morfo                         | makʊparʊ                          | wakaparu                      |                                               |
| barata                        | baʃaraʊ                           | masarawa                      |                                               |
| louva-a-deus                  | paraarii                          | parare                        |                                               |
| caracol                       | warʊraɨ                           | warora [macusi]               |                                               |
| caju silvestre                | kawarur(i)                        | kuaruri                       | Empréstimo advindo do Pemon para o Wapichana. |
| jacitara                      | kamʊwari                          | kamuwa                        | Empréstimo advindo do Wapichana para o Pemon. |
| tucumã                        | waɻ(i)                            | awara                         |                                               |
| breu                          | marʊwaib                          | maruwa                        |                                               |
| mamão                         | mapai                             | mapaja                        |                                               |
| ingá sp.                      | kʊrama                            | kurampik                      |                                               |
| feijão                        | kʊmaasa                           | kumasa                        |                                               |
| timbó sp.                     | aja(ri)                           | aja                           | Empréstimo advindo do Pemon para o Wapichana. |
| cunambi                       | kʊnani                            | kunani                        |                                               |
| cuia                          | pʊʊtʃi                            | potʃi                         |                                               |
| cabaça                        | wajaʊ                             | wai                           |                                               |
| abóbora                       | kaʊjam                            | kaujama                       | Empréstimo advindo do Pemon para o Wapichana. |
| melancia                      | paʔatʃiaa                         | patija                        |                                               |
| cará                          | tʃɨpʊi                            | napui                         |                                               |
| cará sp.                      | wajana                            | wajana                        | Empréstimo advindo do Pemon para o Wapichana. |
| cará sp.                      | kiritʃ(a)                         | piritʃa / kiritʃa             | Empréstimo advindo do Pemon para o Wapichana. |
| mandioca                      | kanɨɻɨ                            | kanari                        | Empréstimo advindo do Wapichana para o Pemon. |
| puçanga                       | pasãga                            | pusanka                       |                                               |
| cana-de-açúcar                | kaiwara                           | kaiwara                       |                                               |
| abacate                       | apaʔa                             | apak                          |                                               |
| curare                        | ʊrari                             | urari                         |                                               |
| pau-violeta                   | paiɻ                              | paira                         | Empréstimo advindo do Pemon para o Wapichana. |
| sororoca                      | parawian                          | paruja [pemon]                |                                               |
| banana-comprida               | kʊradan                           | kuratana                      |                                               |
| banana-roxa                   | ʊraiã-ta                          | urajanta                      | Empréstimo advindo do Wapichana para o Pemon. |
| banana                        | parʊrʊ                            | paruru                        |                                               |
| maracujá                      | paʔakʊrʊʊmaa                      | kaakruma [macusi]             |                                               |
| pimenta moída                 | tʃikiɻɨba                         | tʃikirima [pemon]             |                                               |
| pimenta-amarela               | atʃikarai                         | sikkarai [macusi]             |                                               |